# Château de Tours
Le château de Tours, en Indre-et-Loire, est situé en bordure de Loire, dans le quartier le plus ancien de Tours, proche de la cathédrale Saint-Gatien, érigé sur les vestiges de la cité antique dont Tours tire son origine. Nonobstant l'étendue de ses fondations partiellement révélées par les fouilles des années 1970, il est la trace fort modeste d'un château médiéval comtal du XIe siècle, tel qu'il fut modifié et agrandi aux XIIIe et XVe siècles où il acquiert le statut de demeure royale. Presque entièrement détruit au XVIIIe siècle, ses deux tours restantes sont accommodées avec un nouveau bâtiment utilisé par l'armée à partir de la Révolution. Après avoir servi de caserne, c'est dans cette configuration singulière qu'il est tiré de l'oubli et restauré dans la seconde moitié du XXe siècle. Il fait l’objet d’un classement partiel au titre des monuments historiques depuis le 20 août 1913, l'autre partie bénéficiant d'une inscription à l'inventaire supplémentaire le 21 novembre 1973. Il abrite aujourd'hui des activités culturelles et patrimoniales.

## Historique
Le donjon initial du XIe siècle et ses dépendances sont par la suite absorbés par une enceinte quadrangulaire dès le XIIIe siècle, avant une destruction massive laissant place à des bâtiments à usage militaire à partir du XVIIIe siècle. Préalablement à sa réhabilitation, des fouilles archéologiques effectuées entre 1974 et 1978 (infra) compensent partiellement l'absence de textes médiévaux précis sur l'histoire du château et les faiblesses d'une iconographie parfois enjolivée.

### Le château comtal en pierre duXIesiècle

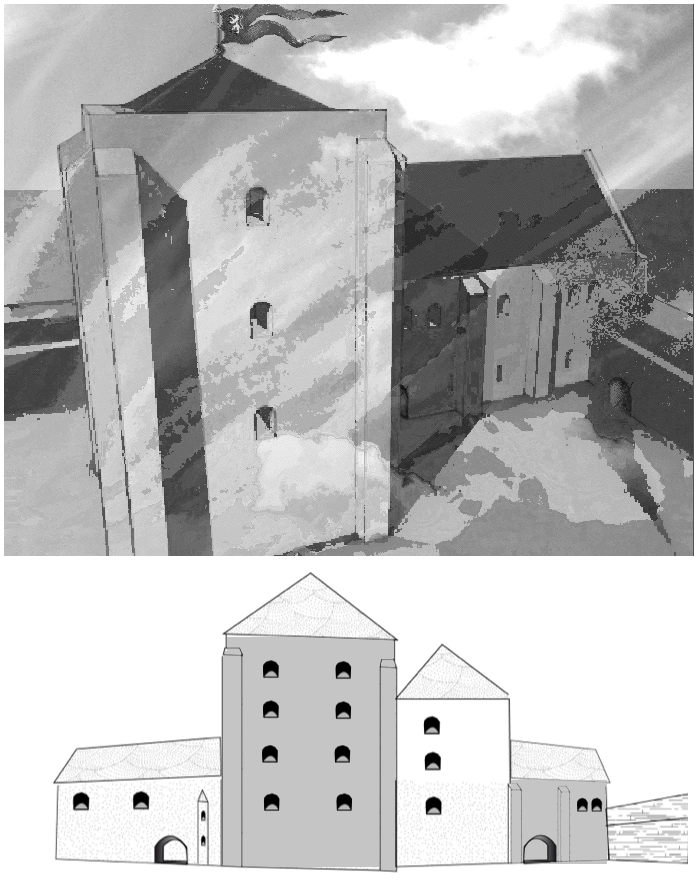
Hypothèses sur l'état initial (parties grises) et l'évolution (parties blanches) de la résidence principale du château de Tours, du XIe siècle (haut) au XIIIe siècle (bas) (restitutions d'artiste).

Succédant sur le site à une série de constructions principalement en bois qui furent, dès le Ve siècle, la résidence d'une haute aristocratie demeurée anonyme dans les sources écrites — nonobstant la tradition qui veut que les comtes de Blois, devenus vicomtes puis comtes de Tours, aient eu au IXe siècle une résidence située plus à l'est du château (Tour Hugon) — la nouvelle construction en pierre du XIe siècle est érigée sur l'emplacement de thermes primitifs utilisés jusqu'au IVe siècle (Bas-Empire), du temps de la ville gallo-romaine de Caesarodunum. Elle est édifiée par l'un des comtes d'Anjou, probablement Geoffroy Martel vainqueur de la maison de Blois qui s'approprie la Touraine en 1044 après la bataille de Nouy,,. Consécutivement bâtie entre 1044 et 1060, elle réutilise, au nord et à l'ouest, le mur en pierres et briques de la fortification gallo-romaine de la vieille cité close (castrum) dans l'angle de laquelle elle est construite. Ce mur du IVe siècle, beaucoup plus épais (4,50 m) que ceux du nouvel édifice (2,60 m), est déjà doté de tours et de poternes sans doute toujours utilisées. Au moins l'une de ces poternes côté Loire, décorée tardivement d'une frise en bas-relief dite du « tombeau de Turnus », sera maintenue ultérieurement lors de l'évolution du château aux XIIIe et XVe siècles, et cette partie du mur antique servira aussi de soubassement pour un logis ultérieur dans le périmètre castral (infra).

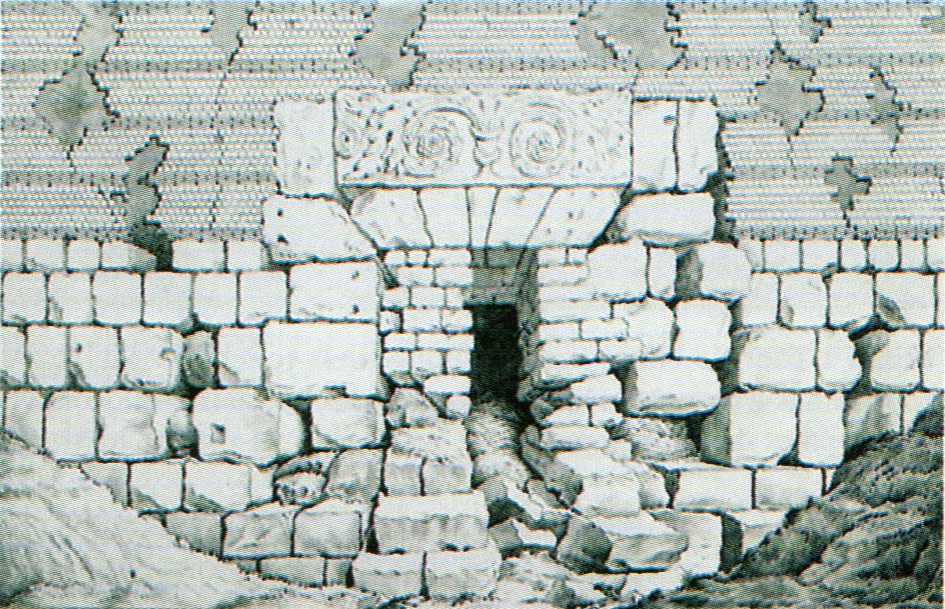
Poterne nord-ouest sur le rempart gallo-romain du château de Tours, avec sa frise dite du « tombeau de Turnus » (Beaumesnil, 1784), mise au jour au XIIIe siècle, pendant le creusement des fossés du château et démontée début XIXe siècle. La frise pourrait provenir d'un monument antique édifié approximativement à l'emplacement où sera construite la chapelle du château.

Tel que l'on peut le reconstituer à partir des fouilles, le château comtal, à l'évidence plus résidentiel que défensif, est composé d'une grande salle quadrangulaire de 28 m de long sur 8 m de large, orientée nord-sud,,, comportant un étage résidentiel public (au moins partagé), disposant de cinq fenêtres (supposément des fentes ébrasées et à gradins, protégées de verre à vitre) et d'une tour carrée quasi aveugle de 6 × 6 m (intérieur) accolée dans l'angle sud-est, ayant trois ou quatre étages, où pouvait se situer la camera des comtes d'Anjou. Les sous-sols et le rez-de-chaussée sont réservés au service (cuisines, réserves). Un puits s'y trouve, au niveau de la tour. L'accès aux étages se faisait vraisemblablement par un escalier extérieur en bois ou autre. Les contreforts sont saillants : la tour en est munie dans trois de ses angles et le mur est de la grande salle en compte deux.
Cette description qui permet de relever quelques constantes communes à d'autres sites d'époque comparable, ne rend certainement pas compte de la totalité de l'édifice comtal, avec de probables constructions et annexes environnantes (en dehors du périmètre des fouilles modernes), sans compter l'utilisation éventuelle des deux tours antiques jouxtantes, creuses à l'étage, située à l'angle et au nord-ouest de l'enceinte du IVe siècle,.

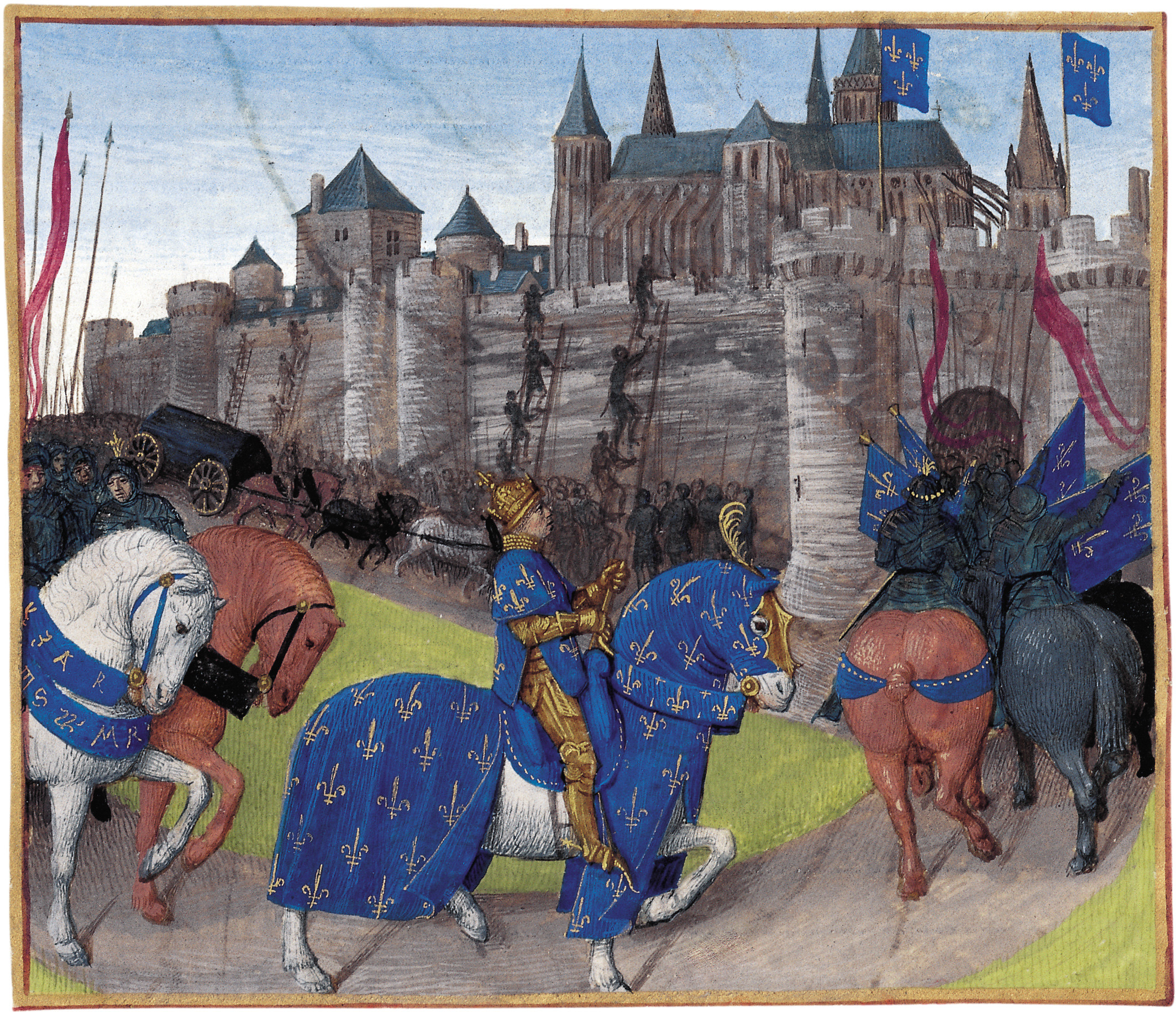
Prise de Tours par le roi de France en 1189 (Château et Châteauneuf réunis de façon romanesque) (Jean Fouquet, XVe siècle).

À l'époque Tours est bipolaire : versant ouest, le bourg canonial de Châteauneuf nouvellement fortifié autour de la basilique Saint-Martin et de son pèlerinage (castrum novum) ; versant est, distant d'un kilomètre, le château comtal situé dans l'angle nord-ouest de l'ancienne cité — qui englobe la cathédrale et l'évêché — contrôle le débouché du seul pont enjambant la Loire, sur la route reliant Paris au sud-ouest de la France. La construction de ce dernier, principalement en pierre, fut entreprise en 1034 par le comte Eudes II de Blois, juste avant que son successeur Thibaud III de Blois ne perde le comté. Le château devait également contrôler les autres portes du secteur, nord et ouest, rapprochées de l'enceinte castrale à cette période, vraisemblablement à cette fin ; la porte Sainte-Maure sur les fortifications nord ; et la porte d'Arcis à l'ouest - cette dernière étant dotée d'une tour circulaire (qui subsistera jusqu'au milieu du XIXe siècle), séparée de la basse-cour par un fossé extérieur enjambé par un pont, et située sur l'axe urbain principal (la Grande rue) menant à Châteauneuf à l'ouest et à Amboise à l'est (par la porte d'Orléans contrôlée par la tour Hugon sur le flanc est de la Cité).
La tradition prête à Henri II Plantagenêt un rôle dans l'édification du château vers 1160 mais aucune preuve n'en témoigne. Cependant, la construction initiale est complétée de constructions de part et d'autre de la tour carrée (v. illustration), ainsi que du côté méridional et oriental, dont une probable chapelle, possiblement dans le courant ou à partir du XIIe siècle, sans que l'on puisse trancher la datation exacte de chacune d'elles,. Le château est endommagé lors des luttes entre le roi de France Philippe Auguste et Richard Cœur de Lion à la fin du XIIe siècle,. La cathédrale romane primitive, proche du château, est détruite à cette occasion.
Il est probable que les comtes d'Anjou qui résidaient principalement à Angers ne faisaient qu'y passer. Ils étaient représentés par le praepositus (prévôt), le château étant destiné à assurer la présence symbolique du nouveau pouvoir et la nouvelle forme de gouvernement mise en place dans la ville. Cependant, Foulques le Réchin préfère le château de Tours à celui d'Angers à la fin de sa vie.

### Le château royal desXIIIeetXVesiècles

#### Une halte fortifiée pour les rois avant la Renaissance

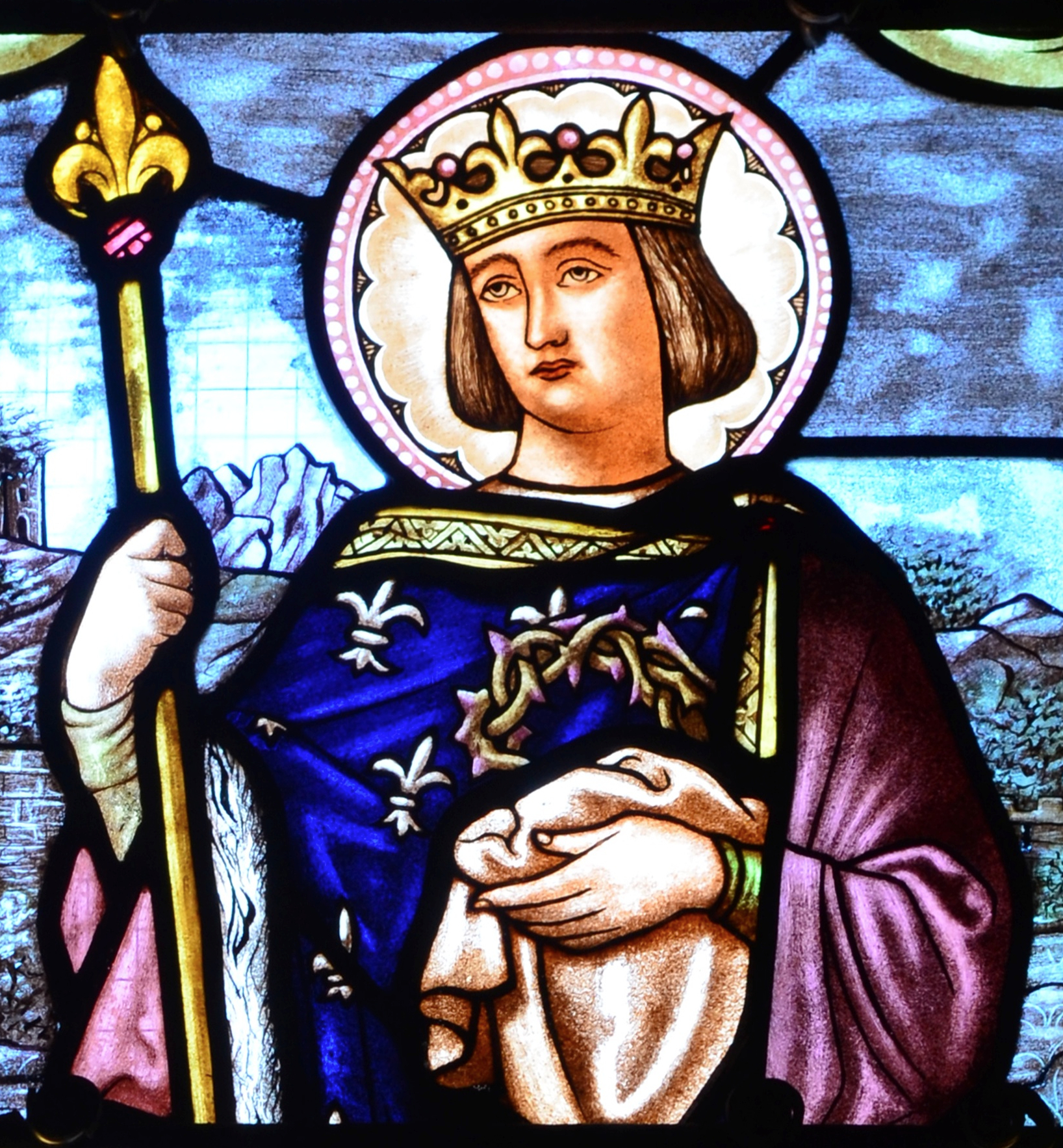
Le château du XIIIe siècle : œuvre probable du règne de Saint-Louis, roi de France (1214-1270).

Après la conquête française et l'annexion de la Touraine au domaine royal en 1204 par le roi Philippe Auguste (régularisée par le traité de 1259), l'un de ses successeurs - sans doute pas Philippe III le Hardi comme il fut prétendu, plus probablement le père de ce dernier, Saint Louis, lors de la régence de Blanche de Castille - le restaure et l'agrandit dans la première moitié (ou à la fin) du XIIIe siècle, par le sud et l'est, englobant l'ancien édifice comtal des XIe et XIIe siècles qui subsiste, pour le transformer en une forteresse royale quadrangulaire de 2 000 m2 environ, selon le modèle « philippien » (Philippe Auguste) qui s'était imposé au début du siècle, notamment avec l'adoption de tours cylindriques plutôt qu'un gros donjon carré aveugle,. Les raisons de ce renforcement peuvent tenir à la nécessité de défendre la ville contre les Anglais, ou plus probablement pour affirmer le pouvoir royal face au puissant et riche pouvoir clérical de la basilique Saint-Martin afin de mieux soumettre la ville à la couronne.
Des documents d'archives exploités en 2010, l'iconographie utilisée avec prudence, plus que les fouilles modernes, permettent de se représenter le château en grande partie disparu aujourd'hui, tel qu'il fut profondément remanié au XVe siècle, peut-être par l'un des ducs apanagistes de Touraine mais plus probablement par l'épouse de Charles VII, la reine Marie d'Anjou.

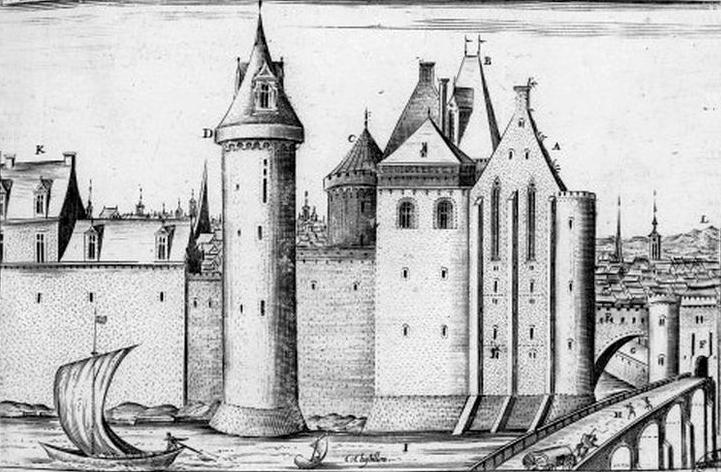
Le château royal englobe l'édifice du XIe siècle et ses ajouts ultérieurs. La tour nord-est, dite de Guise (au centre) jouxte le « pont d'Eudes » dont le château domine l'entrée ; à sa gauche, le Logis des Gouverneurs. (Chastillon 1641).

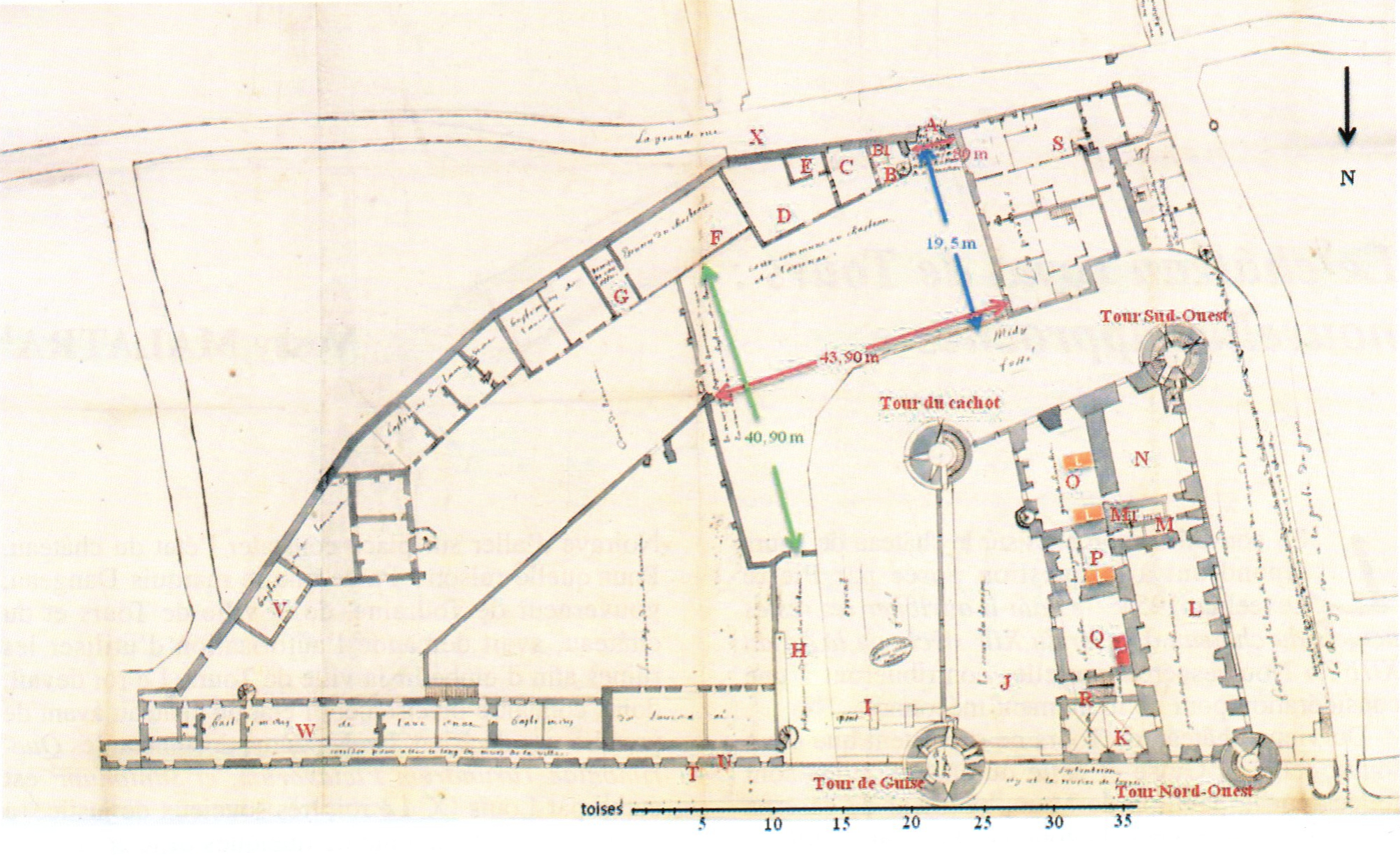
Plan du château de Tours où figure le Logis des Gouverneurs et les dépendances (Daniel Masses 1671).

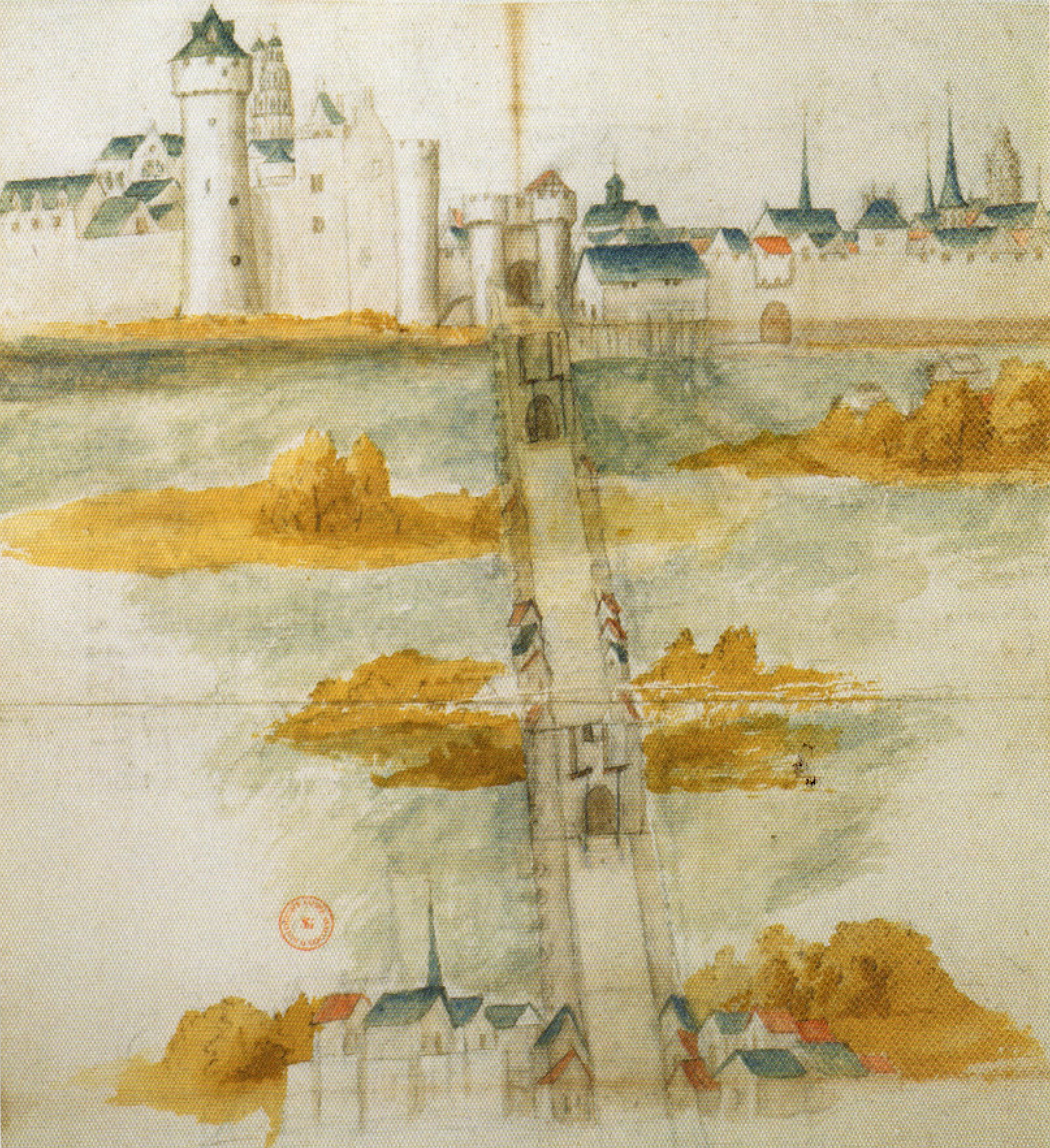
La Loire et le pont d'Eudes fortifié débouchant par la porte Saint-Genest, le long du château royal, flanqué du nouveau logis, à gauche, au XVIIe siècle, aquarelle, Paris, bibliothèque Sainte-Geneviève.

Par exemple, au XVe siècle, la tour de Guise, qui subsiste encore de nos jours, voit son couronnement refait avec des mâchicoulis, ses niveaux complétés, en plus d'autres aménagements sur le logis. Une des poternes ouverte au nord est dotée en 1467 d'une échauguette. C'est aussi à cette époque que Marie d'Anjou aurait ordonné la construction d'un bâtiment indépendant plus confortable, comportant trois étages, « L'ostel neuf du Roy », connu aujourd'hui comme le « Logis des Gouverneurs », qui emprunte également les fondations de l'enceinte gallo-romaine, en bord de Loire côté est, dans le périmètre de la basse-cour du château,.
À son apogée, le château royal garde sa vieille tour carrée du XIe siècle, approximativement au centre d'un quadrilatère convexe, fait de gros murs de 1 m à 3 m d'épaisseur, comportant des contreforts. Il est cantonné de quatre puissantes tours rondes, d'inégale importance, équipées de canonnières ou de meurtrières, ces parties datant principalement du XIIIe siècle, dont la « tour de Guise » - du nom du jeune duc qui s'en échappa en 1591 (infra) - était la tour maîtresse, aux caractéristiques plus proches d'un donjon. Elle est la plus grande (plus de 30 m de haut à l'époque), les deux tours côté ouest sont identiquement les plus petites. Le château borde directement la Loire qui était navigable,. Un large fossé cerne le château au plus près sur les trois autres côtés et la porte principale ouvre à l'est, desservie par un pont-levis lui-même protégé par une avant-cour fermée par un portail donnant au sud sur la basse-cour. L'enceinte castrale délimite deux espaces : le bâti à l'ouest et une grande cour à l'est. Le château possède sa chapelle (centre.côté Loire), décorée par un certain Pot à feu, peintre. Celle-ci communique avec l'étage résidentiel du XIe siècle, où se situe l'aula (donnant sur la tour nord-ouest), qui est chauffée par 3 cheminées et éclairée par 6 fenêtres.
Mais le périmètre du site s'étend au sud et à l'est du château, sur un peu moins de 2 ha, dont plus de 4 000 m2 pour l'emprise du vieux château (fossés inclus). Il est sectorisé, comporte outre le nouveau logis, la basse-cour du vieux château, ses annexes qui occupent l'ancien fossé extérieur, dont une grande écurie et une remise de carrosses, d'époques différentes, et débouche dans la « Grande rue » au sud (actuelle rue Albert-Thomas) par où il faut passer pour accéder au château, par une porte sculptée, et qui constitue plus que jamais l'artère principale de la ville sur un axe est-ouest profitant du développement important des échanges avec Chateauneuf.
Le tout contribue à la protection du pont d'Eudes, fortifié à partir du XIIIe siècle, qui reste la seule voie d'accès nord à Tours - ville désormais unifiée depuis la Guerre de Cent Ans - par la porte Saint-Genest (ou Genais), elle-même fortifiée, attenante au château. À cette époque, une longue muraille crénelée et renforcée de tours, la clouaison de Jean le Bon, borde le fleuve depuis Saint-Pierre-des-Corps jusqu'au faubourg de La Riche.

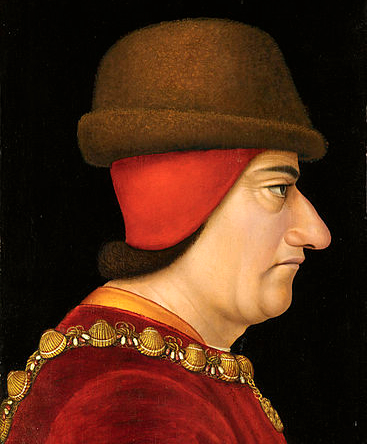
Marié au château, Louis XI le dédaigne tandis que Tours reste capitale du royaume.

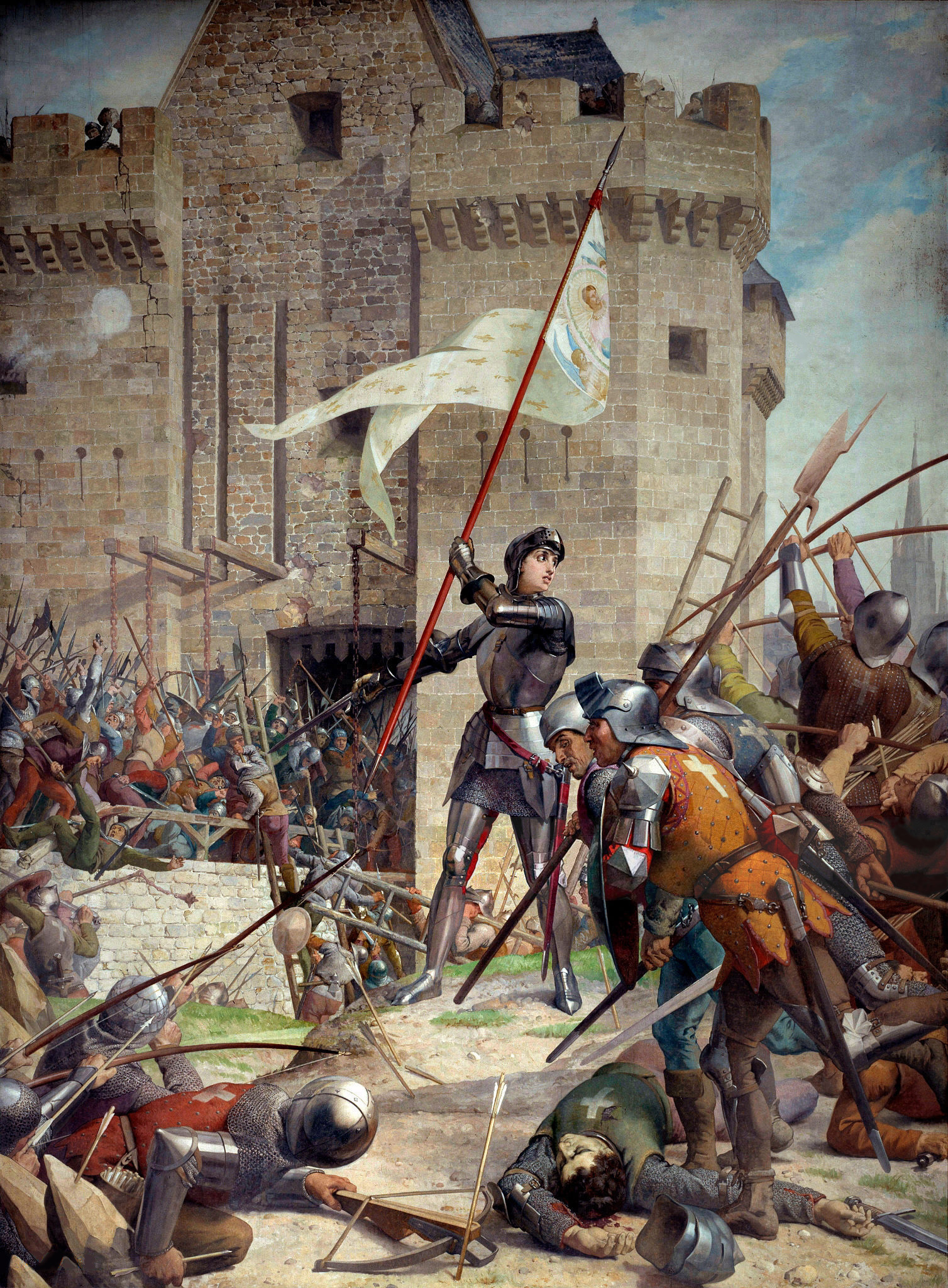
Jeanne d'Arc fait halte au château de Tours avant le ci-devant siège d'Orléans.

Le système défensif à 360° du château est conforté par des palissades plantées dans les fossés, profonds de 7,20 m à 9 m, et sur la grève côté Loire; la tour maîtresse, qui contrôle l'entrée et la Loire, a une base en forme de talus anti-bélier et anti-sape, dispose d'archères dont certaines sont aménagées ultérieurement pour les armes à feu et ses mâchicoulis permettent les tirs verticaux. Mais il présente quelques failles : un logis fragilisé par ses ouvertures; pas de chemin de ronde continu mais seulement une courtine entre les deux tours est; les portes du château démunies de herse; deux poternes s'ouvrant sur la Loire sans pour autant permettre le ravitaillement de la garnison ou une contre-attaque surprise; une échauguette nullement défensive. Ce qui conduit à constater que la sécurité du château de Tours, particulièrement vulnérable côté Loire, est moindre que les châteaux médiévaux des alentours comme Amboise, Chinon ou Langeais.
Après sa transformation, le château, qui ne fut surtout qu'une résidence royale de passage, excepté un temps pour Marie d'Anjou et le jeune dauphin, est progressivement délaissé par les rois au profit de résidences plus accueillantes du Val de Loire de la Renaissance. Les élus de la ville y tiennent leurs séances et le château sera le siège du bailliage de Touraine (son titulaire est grand-bailli à partir de 1532), de la prévôté et surtout du Gouverneur de Tours à partir de 1545 (date à laquelle la Touraine est érigée en gouvernement militaire) jusqu'à la Révolution. Le vieux château et le Logis des Gouverneurs furent ainsi progressivement connus collectivement sous le nom de « Palais des Gouverneurs » (le château devant servir d'annexe au logis, au profit duquel l'occupation résidentielle s'était déplacée). Le château et la ville de Tours font partie de la Généralité de Tours créée en 1542, la plus grande de France. Un grand nombre de fiefs relevaient du roi à cause de son château de Tours et lui-même devait au clergé de Tours un grand cierge et une mesure d'huile livrables à la Saint Maurice.

#### Épisodes historiques liés au château
Le château de Tours reçu une foule d’hôtes joyeux et puissants et notamment des rois, fut le lieu d’actes politiques, mais aussi la résidence forcée de prisonniers d’État,. Déjà par le passé, Geoffroy le Barbu avait été emprisonné au château en 1067 par son frère Foulque le Réchin jusqu'à l'intercession du pape Alexandre II. C'est la fuite qualifiée de « honteuse » du gouverneur du château qui permit que la ville de Tours tombe aux mains de Jean sans peur en 1203. Le 26 juillet 1392, Charles VI conclut au château un traité avec Jean IV de Bretagne qui replace la Bretagne dans la même situation que le premier Traité de Guérande (1365) lui avait assigné. Le château semble ensuite avoir accueilli Jeanne d'Arc qui vint à Tours avant la libération d'Orléans en avril 1429, puis après, en mai. Elle s'est d'ailleurs pourvue de son armure chez un brigandinier de la ville,. Le 24 juin 1436, Marguerite d'Écosse (âgée de 11 ans) épouse, dans la chapelle du château, le fils (âgé de 13 ans) du roi Charles VII, par ailleurs duc de Touraine, et de Marie d'Anjou, le futur Louis XI, devant l'archevêque de Reims, Renault de Chartres,. Charles VII lui-même y avait célébré ses accordailles (fiançailles) avec Marie d'Anjou, scellées au Louvre le 18 décembre 1413. Sous le règne de ce dernier, début 1453, Jacques Cœur est emprisonné passagèrement au château de Tours, avant sa condamnation. L'un des principaux conseillers de Louis XI, le cardinal La Balue, fut également enfermé au château lors de son arrestation en 1468. Avec Charles VII, Louis XI sera le dernier roi a fréquenter régulièrement le château de Tours sans y habiter vraiment. Il y installe son gouvernement à partir d'octobre 1461, vivant également au château d'Amboise ou guerroyant, jusqu'en 1470 où il transporte définitivement sa cour au château de Plessis-lès-Tours, que fréquentait déjà son père Charles VII quand le lieu s'appelait Montils-lès-Tours. Sous le règne de ces deux monarques, on vient écouter dans la chapelle du château, un chanteur-compositeur remarqué : Jean Ockeghem, maître de chapelle du roi. Lors du déclenchement des guerres de religion en 1562, les huguenots s'emparent de Tours pendant une centaine de jours et occupent le château ; entre deux conflits, l'un d'entre eux sera même nommé gouverneur du château en 1579 par François d'Alençon, duc de Touraine, frère du roi Henri III.

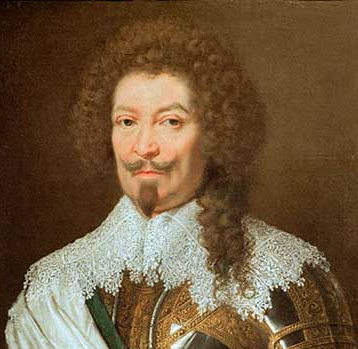
Le duc Charles de Guise a 15 ans lorsqu'il s'évade du château de Tours après l'assassinat de son père, chef de la ligue.

L'anecdote la plus célèbre concerne le jeune duc de Guise.
Après que le dit roi de France Henri III a fait assassiner son père, Henri de Guise, chef de la ligue catholique, il fait enfermer le fils et toute sa famille. Le jeune Charles, 15 ans, est retenu depuis moins de 3 ans dans la tour maîtresse du château de Tours, au niveau 4 (infra), à la garde de trente archers. Il s'en évade le 15 août 1591, jour de l'assomption après s'être rendu à la chapelle du château y entendre la messe. L'évasion est préméditée. Il lance un défi à ses gardes amusés, à qui montera le plus vite à cloche-pied l'escalier à vis de la tour. Leurrant ceux-ci, le jeune duc s'élance et s'enferme dans sa chambre, protégé par une porte qui est blindée. Puis il récupère la corde, apportée la veille cachée dans son linge, l'attache à un bâton qu'il passe entre ses jambes et se fait descendre par une fenêtre voisine du toit. Il n'est pas encore à terre quand les gardes l'aperçoivent et tirent quatre coups d'arquebuse qui effrayent ses domestiques qui lâchent la corde. Le jeune duc tombe d'une hauteur de 15 pieds (environ 4,50 m) et se blesse légèrement aux genoux. Il gagne en courant les faubourgs proches de La Riche, s'empare d'un cheval, manque de ne pas être reconnu de ses gens à l'endroit convenu, car il a perdu son chapeau distinctif, bénéficie d'un attroupement retardateur qui lui laisse le temps de traverser le Cher, où une barque l'attend, pour rejoindre une troupe à Saint-Avertin qui le conduit à Bourges, puis Paris où il se fait reconnaître chef de la Ligue,,. L'évasion aurait été facilitée par le baron de La Châtre, à l'époque Lieutenant-général au gouvernement de Touraine, favorable à la ligue.
Le nom de la tour en conserve le souvenir et plus tard, celle-ci donnera son nom à la caserne qui s'établira dans ces lieux.

### Le château-caserne duXVIIIesiècle

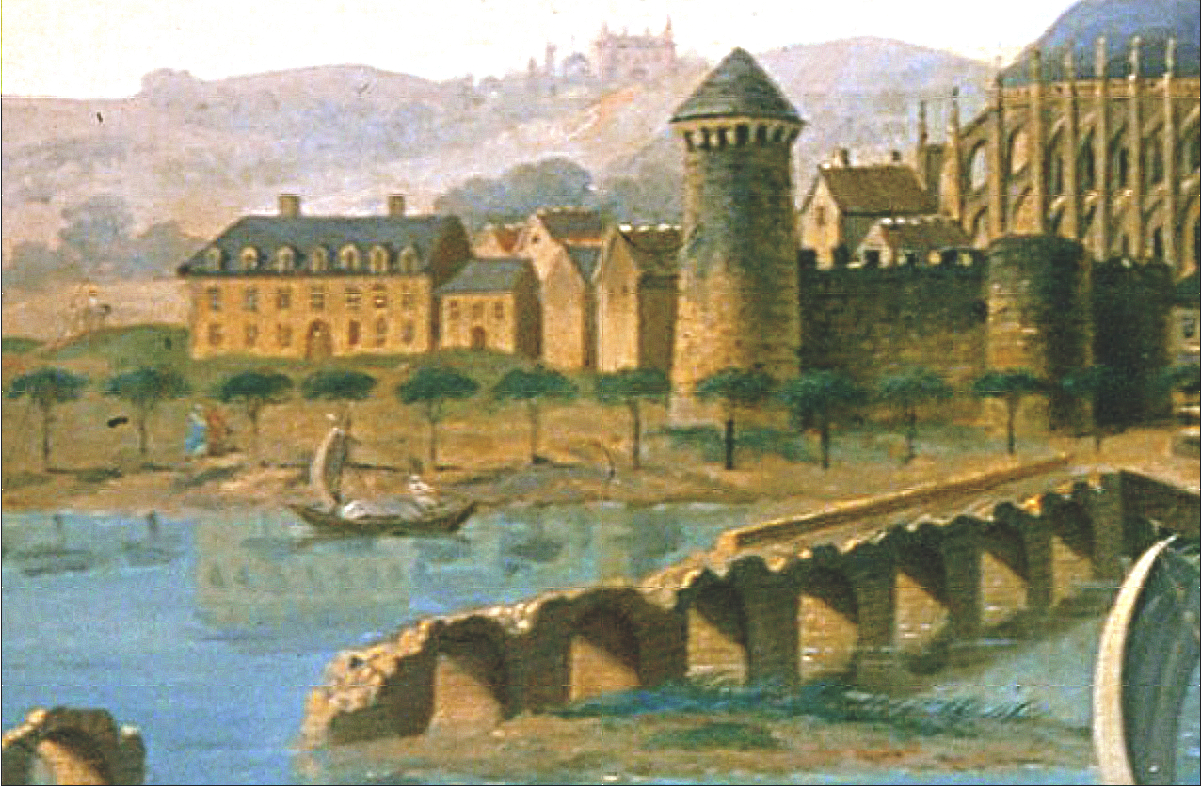
Le Logis des Gouverneurs, le château de Tours et le pont d'Eudes en ruines (Demachy 1787).

Son inconfort vétuste, la disparition de son intérêt politique, ainsi que défensif, ses murs ne pouvant résister à l'artillerie et les grands travaux d'urbanisme entamés à la fin de l'ancien régime par l'intendant François-Pierre du Cluzel sonnent le glas du vieux château, dans une ville qui va se développer verticalement - et non plus horizontalement - par rapport à la Loire.
Au XVIIe siècle le château est déjà très délabré. Le lieu a fait l'objet d'utilisations diverses, en tant que prison (à partir du milieu du XVe siècle) et, simultanément, comme arsenal (XVIe et XVIIe siècles), auxquelles il a été adapté,. Dans cette période, la tour de Guise qui sert un temps de magasin à poudre bénéficie d'importantes réparations (notamment en 1628 et 1647) qui n'empêchent nullement son état général de continuer à se dégrader. Le château sert ensuite de dépôt de mendicité entre 1768 et 1782, et toujours de prison, bien qu'un projet des années 1770-1780 prévoyant la construction d'une nouvelle prison sur la totalité de l'emprise du château soit finalement abandonné,. On renonce aussi au projet d'y établir un collège. Il est de ce fait en grande partie démantelé à ce moment-là et sert de carrière de pierres dès 1780, notamment pour la construction des quais de Loire, puis pour les casernements militaires,. Dans le même temps, le nouveau pont de pierre (futur Wilson) érigé plus à l'ouest à partir de 1765 sur la méridienne nord/sud, entre Cher et Loire, condamne à la démolition le vieux pont d'Eudes déjà quasi impraticable depuis 1755, réduisant l'intérêt stratégique du site, alors privé de débouchés directs mais consécutivement plus à l’abri.

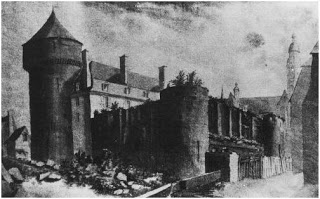
Le château de Tours, en grande partie en ruines, tel qu'il apparaît après la construction du pavillon de Mars (Lavis début XIXe siècle).

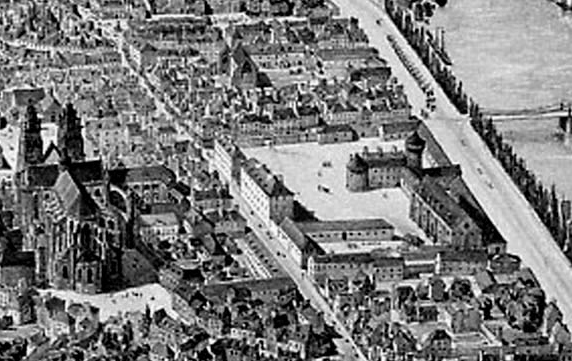
Vue aérienne de la caserne de Guise. On aperçoit l'arrivée d'une troupe sur la levée de Loire à droite, au niveau du « pont de fil » érigé en 1847, et la cathédrale à gauche (gravure vers 1855).

L'implantation de l'armée sur le site à partir de la Révolution, renforcée à l'époque Napoléonienne, amène à ne conserver du château que les parties emblématiques encore debout et surtout l'édification de multiples constructions dédiées qui vont transformer sa physionomie et ultérieurement l'ensemble du lieu. Tours devient région militaire sous Napoléon III. Plusieurs unités vont successivement y tenir garnison, affirmant ainsi la vocation d'hébergement militaire qu'avait déjà partiellement le château depuis le milieu du XVIIe siècle.

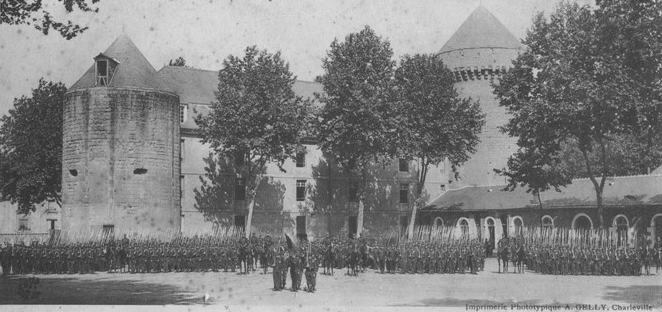
Prise d'armes du 32e régiment d'infanterie de ligne en 1909 devant le château, sur la place d'armes de la caserne Meusnier (anc. de Guise). Aperçu des dépendances est reliant le château au Logis (à droite).

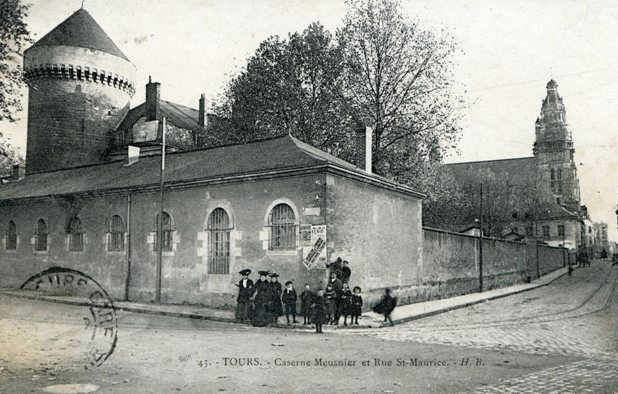
La caserne Meusnier vers 1910 vue de l'entrée du Pont de fil, telle qu'elle apparait jusque dans les années 1970. L'entrée de la caserne se fait par l'actuelle rue Lavoisier (anciennement Saint-Maurice), en direction de la cathédrale.

Seules deux tours de l'ancien château sont ainsi préservées, côté est, mais à peine rénovées. Elles sont reliées par un bâtiment de caserne, comportant trois étages, probablement construit vers 1781 ou proche de cette date,, connu aujourd'hui comme le « pavillon de Mars ». Ce dernier est édifié à l'emplacement de la grande cour intérieure de l'ancien château et de son enceinte est et adossé aux ruines de la partie habitable délabrée du dit château, côté ouest, qui ne tarderont pas à être détruites (v. illustration).
Autour du château ainsi métamorphosé, acquis par la ville de Tours en 1815 pour en faire une grande caserne - la première à Tours -, de nombreux bâtiments à usage de casernement et d'écurie sont érigés dès 1816, puis entre 1824 et 1832, suivant les plans de l'ingénieur départemental Cormier,,, reliant entre autres le château et le Logis des Gouverneurs, ou de manière indépendante,. Un puits artésien est même foré en 1833. Le site est complètement redistribué et réaménagé. Des terrains sont acquis, notamment au sud-est, du côté de l'actuelle rue Albert Thomas. Quelques constructions en briques sont plus tardives (1916),. Le Logis des Gouverneurs précédemment amputé d'un tiers de sa longueur, à l'est, par le percement de la rue des Maures dès 1800, est allongé par compensation à l'ouest en 1826. Les mâchicoulis de la tour de Guise et l'ensemble de la tour, qui menace ruine, sont restaurés durant cette période,,. La tour servira de cartoucherie. Les vestiges ouest du château, arasés vers 1813, laissent la place à une cour. Celle-ci est fermée par des constructions basses et un mur côté rue. Elle est ultérieurement bordée d'arbres en interne (côté nord et le long du pavillon de Mars). C'est par cette cour que se fait l'entrée principale de la caserne, au sud, par la rue Saint-Maurice (actuelle rue Lavoisier). La cour se prolonge côté sud, face à l'entrée, et débouche sur la place d'armes, à l'est devant le château, elle aussi bordée d'arbres ultérieurement.
L'ensemble du casernement, qui englobe notamment le château remodelé, désormais relié au Logis des Gouverneurs, prend officiellement le nom de caserne du « général Meusnier » en 1887, après s'être nommée « de Guise » jusque-là,,. Successivement à partir de 1826 caserne de Cavalerie (3e Régiment des gardes d'honneur, 9e RCT par exemple), puis d'Infanterie à partir de 1845 (32e RI par exemple jusqu'en 1934), et pour d'autres usages militaires, elle durera jusque dans les années 1960, avant que le site ne soit rendu à la ville de Tours en 1968,,.
Après la Seconde Guerre mondiale, le château ayant encore servi de prison sous l'occupation allemande, des préfabriqués montés à la hâte servent notamment d’annexes au Lycée Paul-Louis Courier au pied du pavillon de Mars, côté ouest, dans l'ancienne cour de la caserne réquisitionnée, jusqu'au début des années 1960, puis cette partie est occupée par les services municipaux de la voirie et l'ANPE,. À cette époque, la municipalité de Tours projette de récupérer la totalité du site de la caserne pour ses pompiers et un asile de nuit, au besoin en ne préservant que les deux tours classées aux monuments historiques depuis 1913. Mais l'armée qui est usufruitière résiste. Dans les années 1970 la préoccupation patrimoniale et historique, qui s'était déjà manifestée auparavant dans le quartier ouest dit du « Vieux-Tours, » s'impose aussi ici, tandis que la partie la plus à l'est du site est cédée à des aménageurs privés. Les tourangeaux n'ont pourtant plus conscience de leur château, totalement identifié à la caserne Meusnier, par ailleurs en piteux état et masqué par les arbres et les constructions.

## Le site du château aujourd'hui
Ce qu'il reste du château de Tours, le logis des gouverneurs y compris, ne sont véritablement valorisés comme patrimoine historique et culturel de la ville que depuis le début des années 1980, après les fouilles archéologiques et le dégagement du site.

### Les fouilles et la redécouverte d'un château

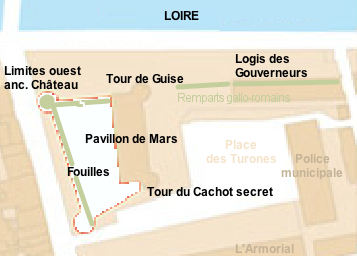
Site archéologique n° 3 - Château de Tours : localisation des fouilles (rouge). En partie hors fouilles : remparts gallo-romains subsistant (vert), emprise du château des et ce qu'il en reste aujourd'hui hors fouilles (Pavillon de Mars, tours et Logis des Gouverneurs).

Tel qu'il se présente aujourd'hui, le site du château de Tours est le fruit d'une restauration qui commence en 1972, avec notamment le concours des Compagnons du devoir, conjointement à des fouilles archéologiques entreprises de 1974 à 1978 en cinq campagnes d'été de neuf à dix semaines, par plus de 500 bénévoles britanniques et français, sous la direction de l’archéologue Henri Galinié, directeur de recherche au CNRS, fondateur ultérieurement du Centre national d'archéologie urbaine de Tours,. Elles mettent au jour une partie des édifices antiques du site (remparts du Bas-Empire, deux ailes de thermes publics probablement organisés autour d'une palestre), quelques traces d'un habitat aristocratique entre le Ve et le XIe siècle, les fondations du château du XIe et XIIIe siècles et l'évolution de celui-ci, ancré sur les vestiges de l'enceinte gallo-romaine, ainsi que divers objets surtout rattachés au château du XIe siècle (céramiques médiévales, pions pour jeux de table, monnaies des comtes d'Anjou, lampes à huile, etc.),. La masse d'information considérable recueillie (le plus large éventail de mobilier réuni en un seul lieu à Tours) et une stratification complexe incluant des terres noires suscitent un travail scientifique sur le long terme. Entre 1998 et 2006, les données stratigraphiques, spatiales, photographiques et  mobilières de ces fouilles ont, par exemple, fait l'objet d'un traitement informatique de façon précurseur en ces débuts de l'archéologie urbaine et le rapport définitif sur ces fouilles a seulement été publié en septembre 2014.
Les fouilles et la restauration ont conduit au désenclavement de l'édifice et de l'ensemble du site d'où disparaît l'essentiel des constructions légères de l'époque de la caserne. Les Tourangeaux contemporains découvrent alors qu'ils ont un château, cette dénomination étant appelée à remplacer peu à peu, dans les mémoires, celles de « palais des Gouverneurs » et de « caserne Meusnier ».

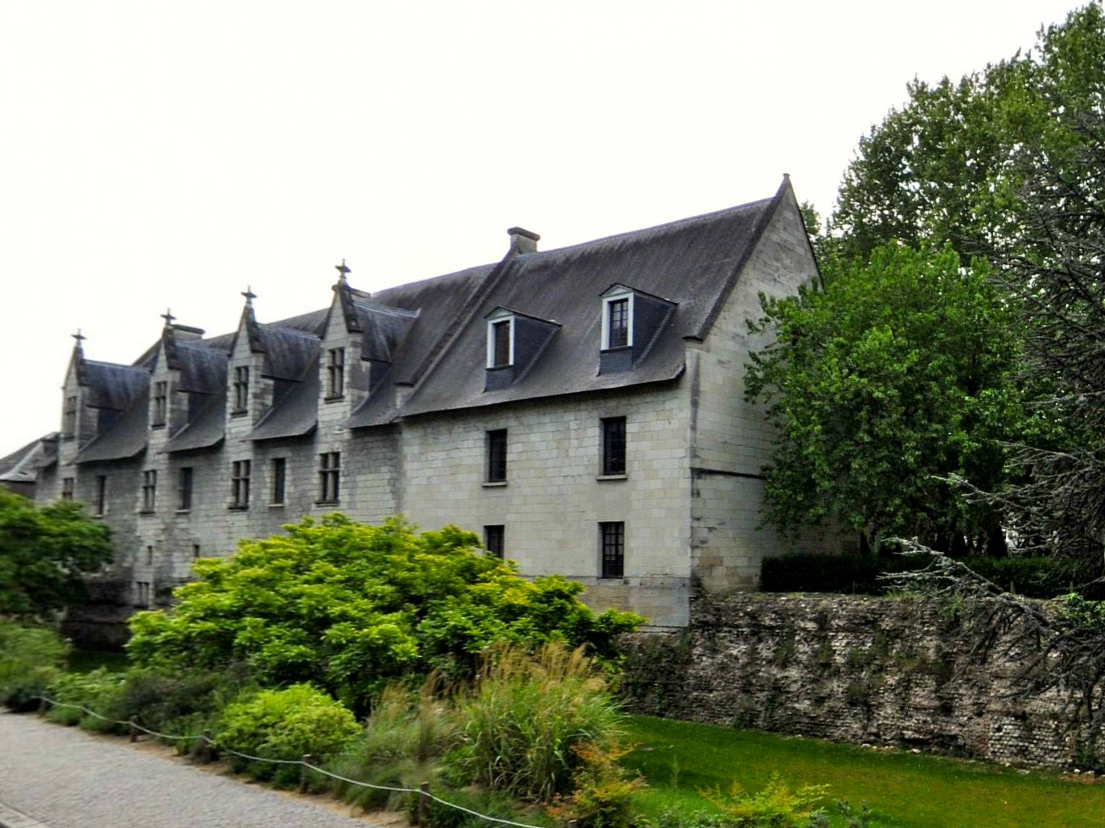
Logis des Gouverneurs (côté Loire) en prolongement et sur les vestiges des remparts gallo-romains du IVe siècle.

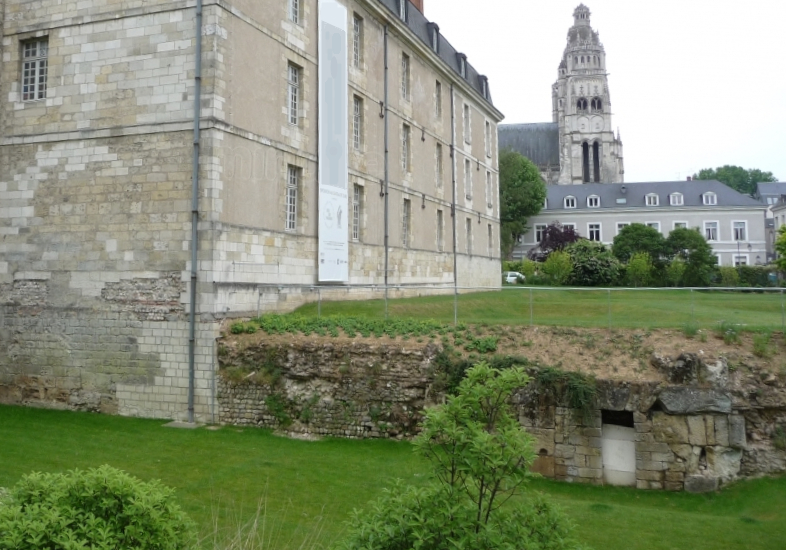
Vestiges des remparts gallo-romains du IVe siècle qui constituaient le soubassement de l'ancien château de Tours côté nord, avec la poterne dite du « tombeau de Turnus », au rôle clef pour le lieu, restée en usage jusqu'au château royal.

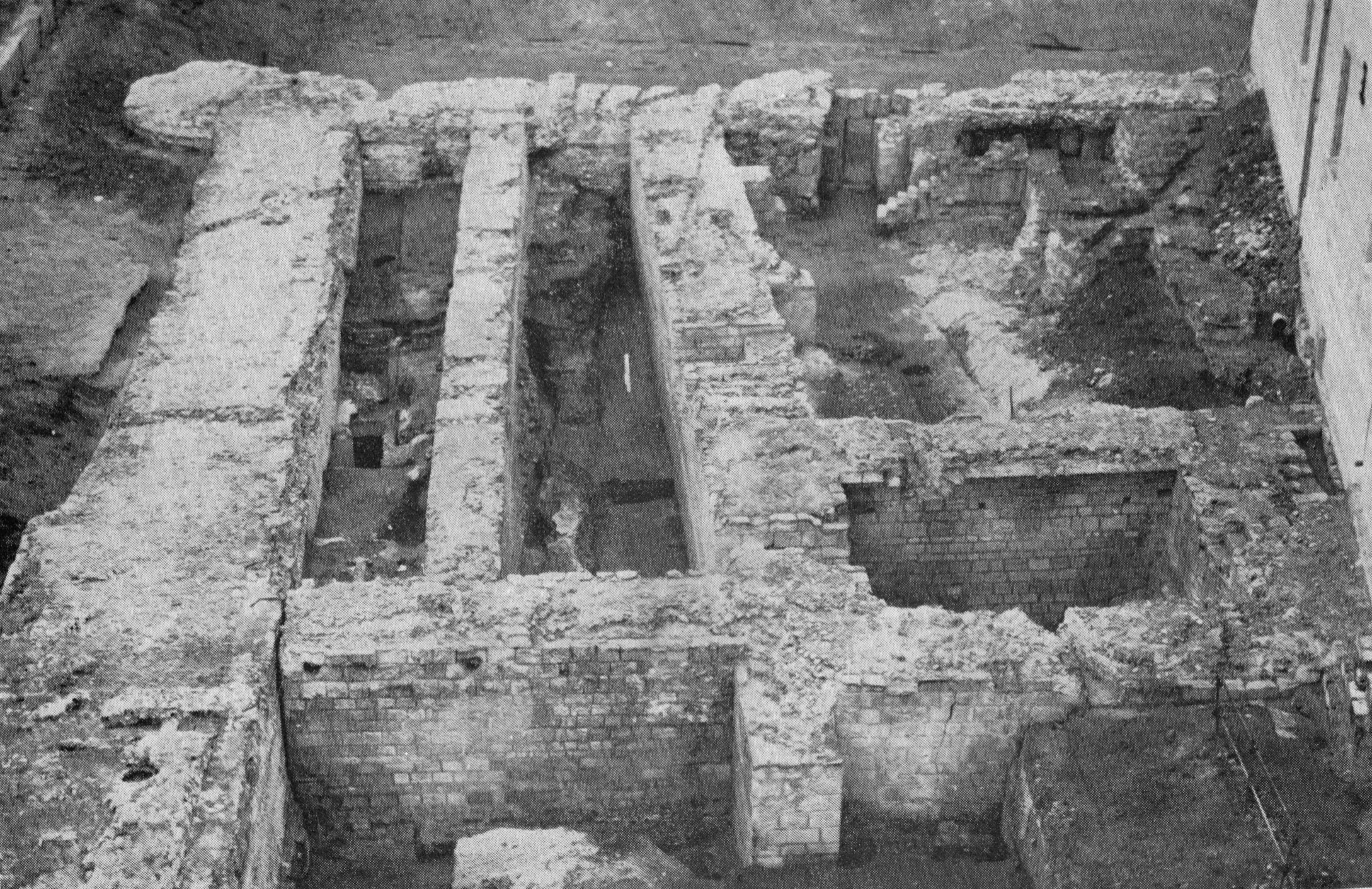
État des fouilles vers 1977 révélant la demeure comtale du XIe siècle, son mur de refend plus tardif et ses soubassements gallo-romains délimitant ses côtés ouest et nord, avec la poterne (fond droit), les vestiges de la tour nord-ouest du XIIIe siècle (fond gauche).

Au plan archéologique, seule une partie du site fut fouillée, correspondant exclusivement à la partie ouest de l'ancien château, à l'emplacement de la cour de l'ancienne caserne devant le pavillon de Mars qui empêchait d'aller plus loin, ce qui nécessita l'arasement des constructions et des arbres présents, ainsi que la destruction du revêtement en partie goudronné. À partir de 1979, l'exploration archéologique terminée, les fondations de l'ancien château sont restées à l'air libre pendant trente ans, presque en l'état où les fouilles les ont fait apparaître, donnant un aperçu des dimensions de l'édifice initial ainsi que l'état d'une partie des thermes antiques qui l'ont précédé.
Ces vestiges antiques sont la vraie découverte scientifique de ces fouilles, avec la datation du château comtal en pierre, rectifiée au XIe siècle à l'époque de Geoffroy Martell (les monnaies les plus anciennes retrouvées portent son monogramme), alors qu'il était attribué jusque-là à Henri II Plantagenêt seulement dans la deuxième moitié du XIIe siècle,. S'y ajoute le fait que, bien avant l'édifice comtal, au moins depuis le Ve siècle, le site témoigne d'une occupation continue par une élite anonyme titulaire de charges et d'une affectation à des usages variés mais publics, sa localisation dans l'angle nord-est de la fortification gallo-romaine impliquant une fonction défensive ou militaire latente. Cependant, l'hypothèse, fondée sur le principe de continuité, situant la résidence des comtes de Blois au IXe siècle sur les lieux mêmes du château de Tours et non au niveau de la tour Feu Hugon plus à l'est, comme il est admis par tradition sans preuves formelles, a finalement été délaissée par Henri Galinié, du fait qu'aucun élément probant ne permet de trancher, à commencer par la signification exacte du texte de 919 censé identifier et situer l'édifice comtal de l'époque. Si les fouilles dévoilent le château comtal du XIe siècle elles ont en revanche révélé très peu de choses (sinon quelques isolats) du château royal, sa destruction ayant engendré un arasement au-dessous de son niveau d'usage dans la seule partie ayant pu être étudiée. En outre, de probables bâtiments environnant les édifices principaux sont ainsi restés invisibles à une fouille limitée dans son périmètre.
Depuis 2009, le tout a été recouvert de terre et engazonné dans un souci de protection du site mais on devine encore les limites extérieures nord de l'ancien édifice et de l'enceinte gallo-romaine avec sa poterne. À l'angle nord-ouest, on trouve les bases d'une tour d'une dizaine de mètres de diamètre qui fait saillie à l'extérieur du mur d'enceinte. Cette tour qui appartient au château du XIIIe siècle a remplacé une tour plus ancienne du IVe siècle dont on peut avoir une meilleure idée avec la tour gallo-romaine qui nous est conservée (remaniée) attenante à l'évêché (actuel Musée des beaux-Arts) et les vestiges de la tour dite « du Petit Cupidon » (cf. rue du même nom), qui constituaient respectivement l'angle sud-ouest et sud-est du castrum.
En dehors de ces traces et du logis des gouverneurs datant des XVe et XIXe siècles, il ne reste plus aujourd'hui du château qu'un bâtiment central (« le pavillon de Mars ») datant de Louis XVI (XVIIIe siècle), borné par ses deux tours cylindriques du XIIIe siècle, qui sont le plus authentique témoignage de ce que fut le château royal, bien que les dégradations et les nombreuses restaurations les aient éloignées de leur état primitif : la tour de Guise, enjolivée au XVe siècle, qui est la seule à être complète, et la tour du Cachot Secret, dont il manque aujourd'hui la partie haute arasée, probablement avant le XVIIe siècle,. Il ne reste rien de la quatrième tour qui bordait l'ancien château au sud-ouest.
L'implantation de la caserne Meusnier fut quasi invisible dans le périmètre de la fouille. En dehors, quelques rares bâtiments ont cependant été conservés et reconvertis. Ainsi, les dépendances est sont actuellement occupées par le siège de la police municipale de Tours, place des Turones, accessible de la rue Lavoisier, au niveau de l'ancienne entrée de la caserne (ou par la rue des Maures), et la partie sud, par la résidence l'Armorial constituée d'une cinquantaine d'appartements. Toutes les autres dépendances ont été détruites. La plus grande partie de la place d'armes est transformée en parking (place des Turones) mais les arbres qui l'ornaient jadis agrémentent toujours les lieux.

### Architecture et caractéristiques de l'immobilier historique

#### Le sol
Il fait l'objet d'une mesure d'inscription aux monuments historiques depuis 1973 pour conserver l'intégrité du vieux château et préserver les révélations des fouilles qui donnent un aperçu significatif des occupations ancestrales successives dans ce quartier considéré comme le berceau de la ville de Tours.
La partie inscrite comprend donc toute l'emprise du château, avec ses différentes périodes de construction mises au jour lors des fouilles, délimitée par la partie de l'enceinte correspondant aux remparts du castrum gallo-romain du IVe siècle (petit appareil de pierres, assise de brique et mortier rose) et celles des XIe et XIIIe siècles et par le bâti en élévation tel que visible aujourd'hui. À l'intérieur de la partie fouillée dans sa profondeur sont également protégés : les traces d'occupation antiques datant du Bas-Empire subsistant dans la partie sud (vestiges des thermes) et celles au nord (poterne gallo-romaine et son rétrécissement ultérieur, tel qu'utilisé pour les besoins du château), quelques traces plus tardives, puis celles du Moyen Âge central (limites de la demeure comtale et de sa tour carrée du XIe siècle dans l'angle nord-ouest).

#### La tour de Guise et ses sculptures

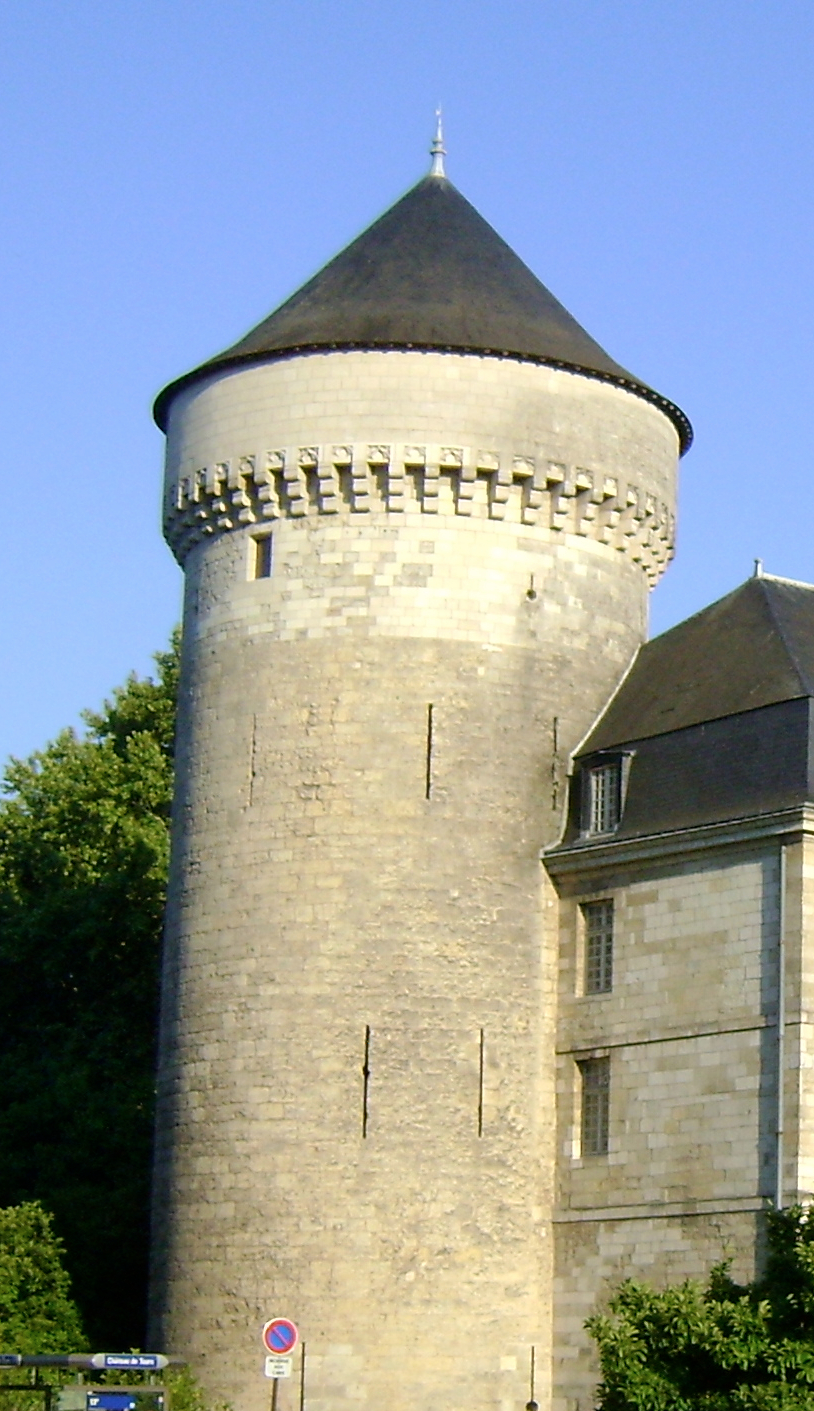
La tour de Guise avec ses mâchicoulis.

Bien qu'elle ait été plusieurs fois remaniée, la tour nous fournit un témoignage appréciable de l'architecture militaire médiévale, faisant l'objet pour l'essentiel d'un classement aux monuments historiques depuis 1913 (gros œuvre, extérieur et intérieur), le reste étant inscrit en 1973 (façades et toiture conique en ardoise angevine). Construite en pierres de taille (différents calcaires locaux), à titre principal au XIIIe siècle, elle domine encore l'ensemble de l'édifice avec ses 25 m de haut (jusqu’au sommet des merlons du parapet), répartis sur cinq niveaux, telle qu'elle est à la suite de ses multiples restaurations, outre la restauration moderne qui lui a redonné ses deux planchers supérieurs, avec ses remarquables mâchicoulis du XVe siècle également restaurés. Son diamètre extérieur est de 11,50 m pour un diamètre intérieur 5,80 m. Un œil averti peut deviner la trace de l'un des deux accès extérieurs bouchés (côté inférieur nord-ouest, le long d'une archère) qui à l'époque était nettement en surélévation par rapport à la base de la tour baignée par la Loire. Le second débouche aujourd'hui dans le pavillon de Mars.

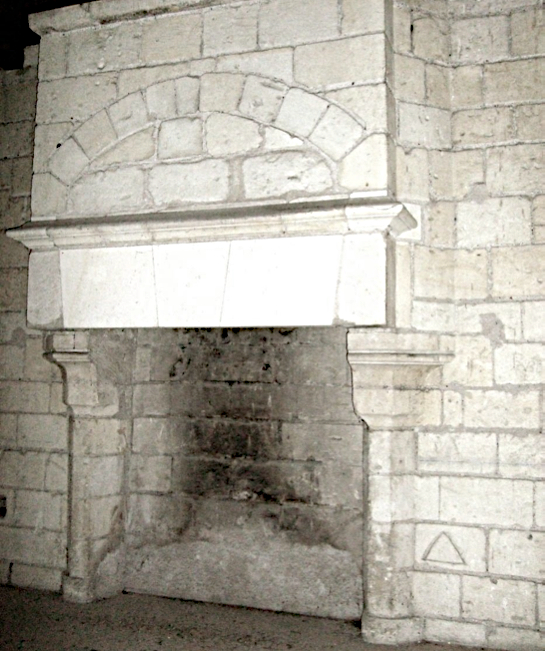
Cheminée engagée, au niveau 4 de la tour, rénovée en 1978.

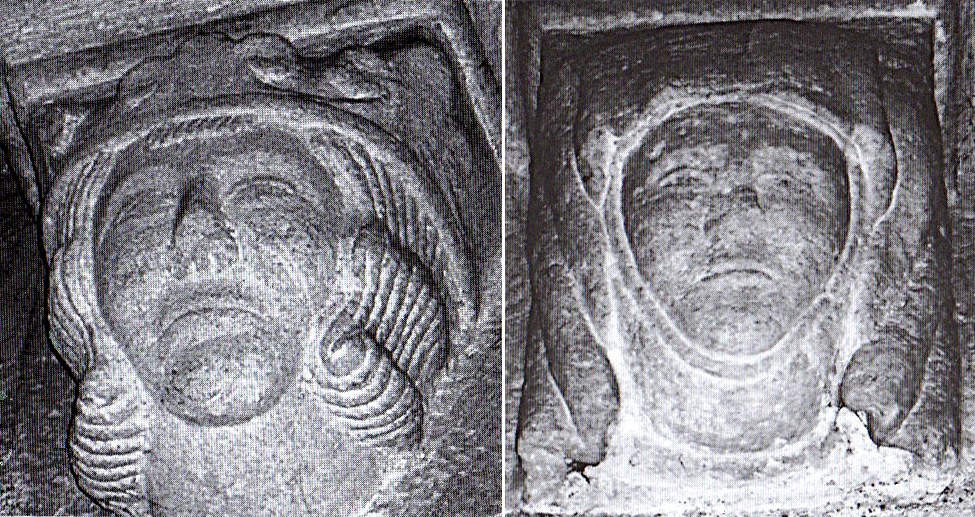
Deux des 12 culs-de-lampe sculptés de la tour. L'hypothèse d'y reconnaître formellement Saint Louis et Blanche de Castille est fragile.

À l'intérieur, les escaliers en pierre sont d'origine, à l'exception de celui joignant les niveaux 4 et 5 refait en bois en 1978. Reliés à l'origine par un escalier à vis contenu dans une tourelle extérieure en encorbellement, ces deux derniers niveaux, ajoutés au XVe siècle et plus bas de plafond (4 m), sont hexagonaux, éclairés par des baies carrées qui comportèrent des barreaux jadis. Ils sont plus vastes que les niveaux inférieurs, les murs étant plus fins qu'à la base (2 m au sommet et 2,80 m à la base) , et comportent de belles cheminées engagées (hotte en retrait encastrée), parfaitement conservées, et en outre restaurées à l'époque moderne. Les niveaux 1, 2 et 3 sont munis de meurtrières, certaines aménagées ultérieurement pour les armes à feu, en quinconce, dont l'ouverture en hauteur se rétrécit progressivement par niveau, de bas en haut (1,70 m, 1,40 m, 0,90 m). Certaines ouvertures ont été rétablies à l'époque moderne. Aux niveaux 1 et 2 il ne restait des cheminées que les corbeaux et le contre-cœur avant la restauration de 1978 qui a restitué à celle du niveau 1 une hotte et un linteau en bois. Les salles de ces deux premiers niveaux dont la hauteur dépasse 6 m (6,25 m et 6,70 m) sont voûtés et leurs ogives retombent à chacun des deux niveaux sur six culs-de-lampe sculptés.
En dehors de l'anecdote historique qui lui a donné son nom (supra), ces sculptures constituent le vrai trésor de cette tour. Elles témoignent des nouvelles tendances artistiques du XIIIe siècle qui s'affranchissent peu à peu des traditions hiératiques pour occuper l'ensemble de l'espace architectural, avec plus de finesse dans la taille qu'auparavant, notamment dans les têtes humaines comme ici, même si la flore et la faune sont aussi présentes.
Ainsi, les culs-de-lampe du premier niveau représentent : une tête d'homme dans les feuillages, un animal, une tête de femme couronnée, un être cornu, un feuillage et une tête d'homme couronnée. Ceux du second niveau : une tête de femme couronnée, une tête de femme en cheveux, une tête d'évêque mitré, une tête d'homme couronnée, une autre femme en cheveux et une tête de femme coiffée d'un voile. Au niveau de la symbolique, rien n'interdit de reconnaître le bien (homme feuillu) face au mal (être cornu), peut être l'évêque saint Martin et l'âne de sa légende, saint Louis couronné et Blanche de Castille voilée comme le suggère avec romantisme Vassy Malatra tout en soulignant la fragilité de cette interprétation. L'analyse stylistique suggère un concept commun avec les édifices de la région (cathédrale de Tours, église Saint-Julien de Tours, Marmoutier, Candes-Saint-Martin, etc.) qui laisse imaginer, avec prudence, l'œuvre d'un centre artistique tourangeau, dont l'existence reste néanmoins à démontrer.

#### La tour du Cachot secret

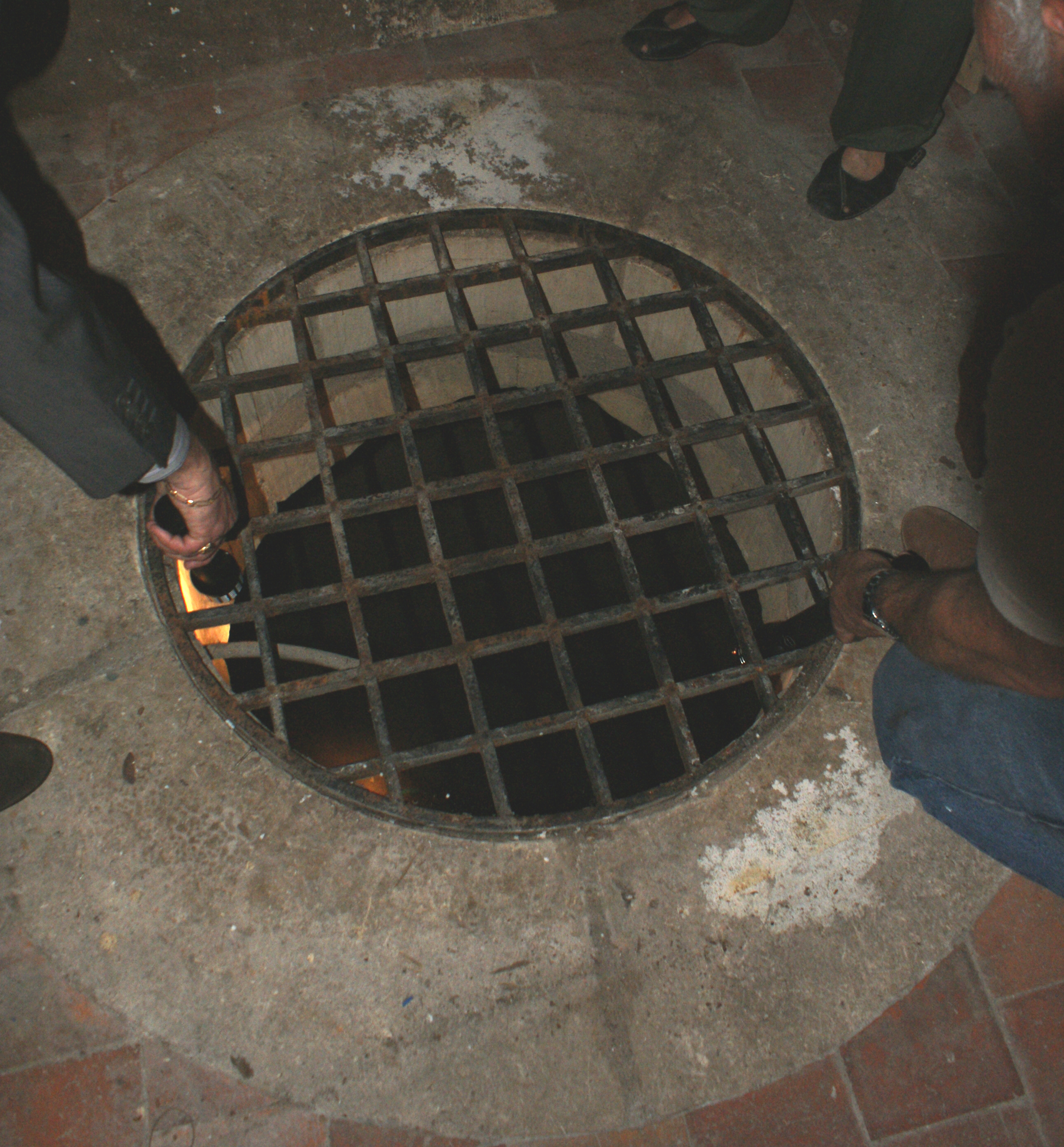
Le puits qui aurait servi de cachot.

Elle fait aussi l'objet d'un classement aux monuments historiques depuis 1913 complété d'une inscription en 1973 à l'identique de la tour de Guise. Construite en pierres de taille au XIIIe siècle et après avoir été étêtée probablement au XVIIe siècle, elle est actuellement d'une hauteur de 22 m, répartis en trois niveaux, reliés par un escalier dans l'épaisseur du mur. Elle est équipée de meurtrières, dont certaines grossièrement transformées en canonnières ultérieurement, telles que restituées par la restauration moderne. Les salles sont circulaires. Les deux premiers niveaux sont à voûtes d'ogives reposant sur quatre culs-de-lampe simples. Il ne reste de leurs cheminées que les conduits. Le niveau supérieur est charpenté de façon « plus intéressante par sa forme que la tour de Guise ». Le trou côté nord donne accès à la charpente du pavillon de Mars; preuve que le corps principal est postérieur à la charpente de cette tour,. On ne connaît pas l'état qui pouvait être celui de la tour avant d'être mutilée mais elle a probablement perdu au moins un niveau. Son diamètre extérieur est de 10 m pour un diamètre intérieur de 4,20 m. Elle se trouve ainsi plus fine que la tour de Guise, mais plus épaisse que ne l'étaient les deux autres tours jumelles à l'ouest (7,20 m - 3 m) à quatre niveaux, aujourd'hui disparues. Du temps du vieux château, elle ne communiquait qu'avec la tour de Guise par une courtine courant sur les remparts est, bordant la cour du château. Le nom de cette tour, appelée plus simplement « tour sud », qui était ainsi la plus isolée à l'angle sud-est de la cour, rappelle que le château servit souvent de prison. Un puits, qui pourrait avoir servi de cachot, s'y trouve effectivement sous le niveau du sol, dont l'accès et la profondeur sont masqués par une grille ajourée. Il fut redécouvert par les compagnons du devoir lors de la dernière restauration mais semble être constitué de l'ancien rez-de-chaussée de la tour condamné par les remblais successifs qui ont élevé le sol entourant le château, à l'égal de la tour de Guise (supra).

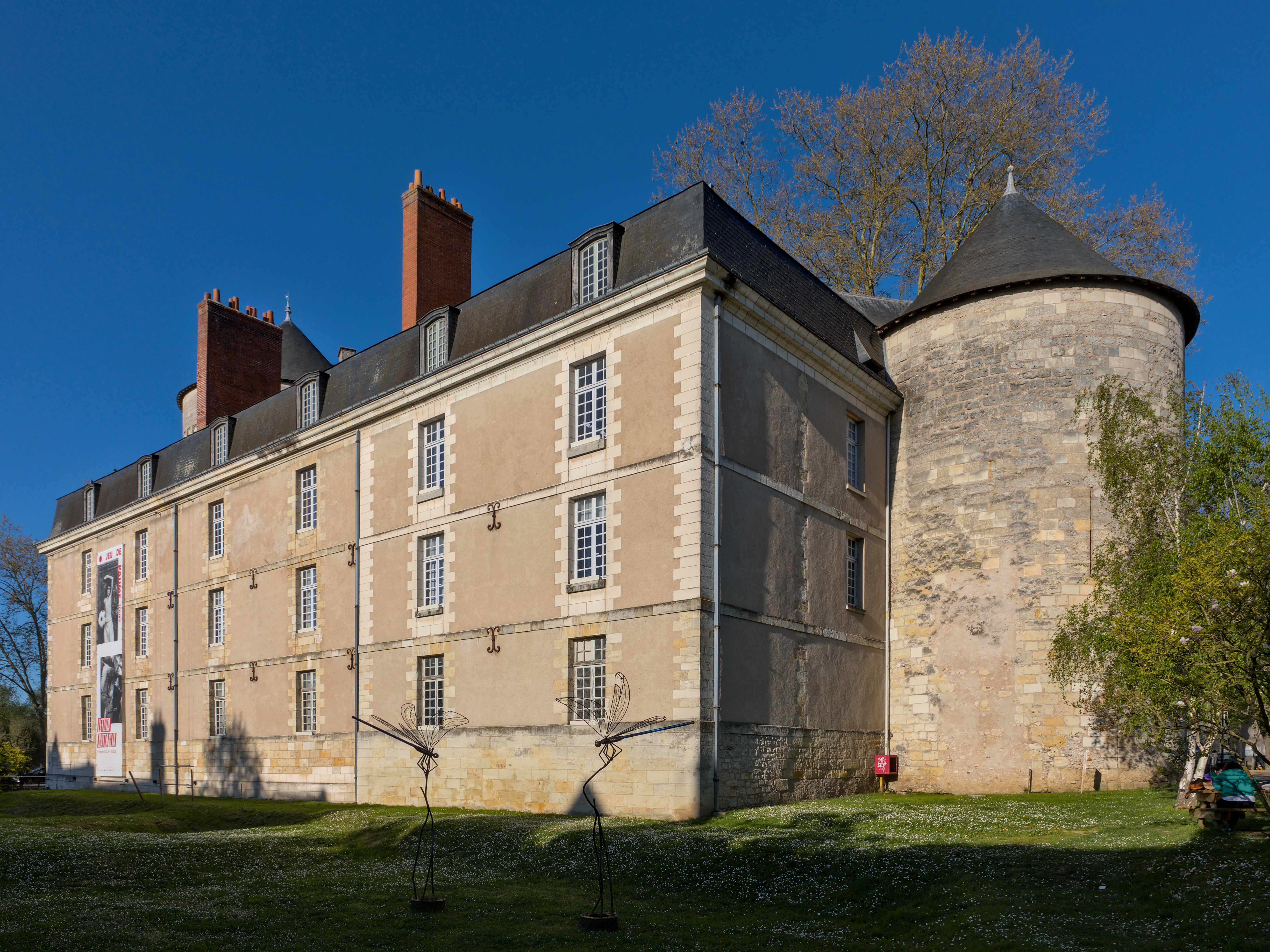
Le pavillon de Mars côté ouest encadré de la tour de Guise (gauche) et de la tour du Cachot (droite)

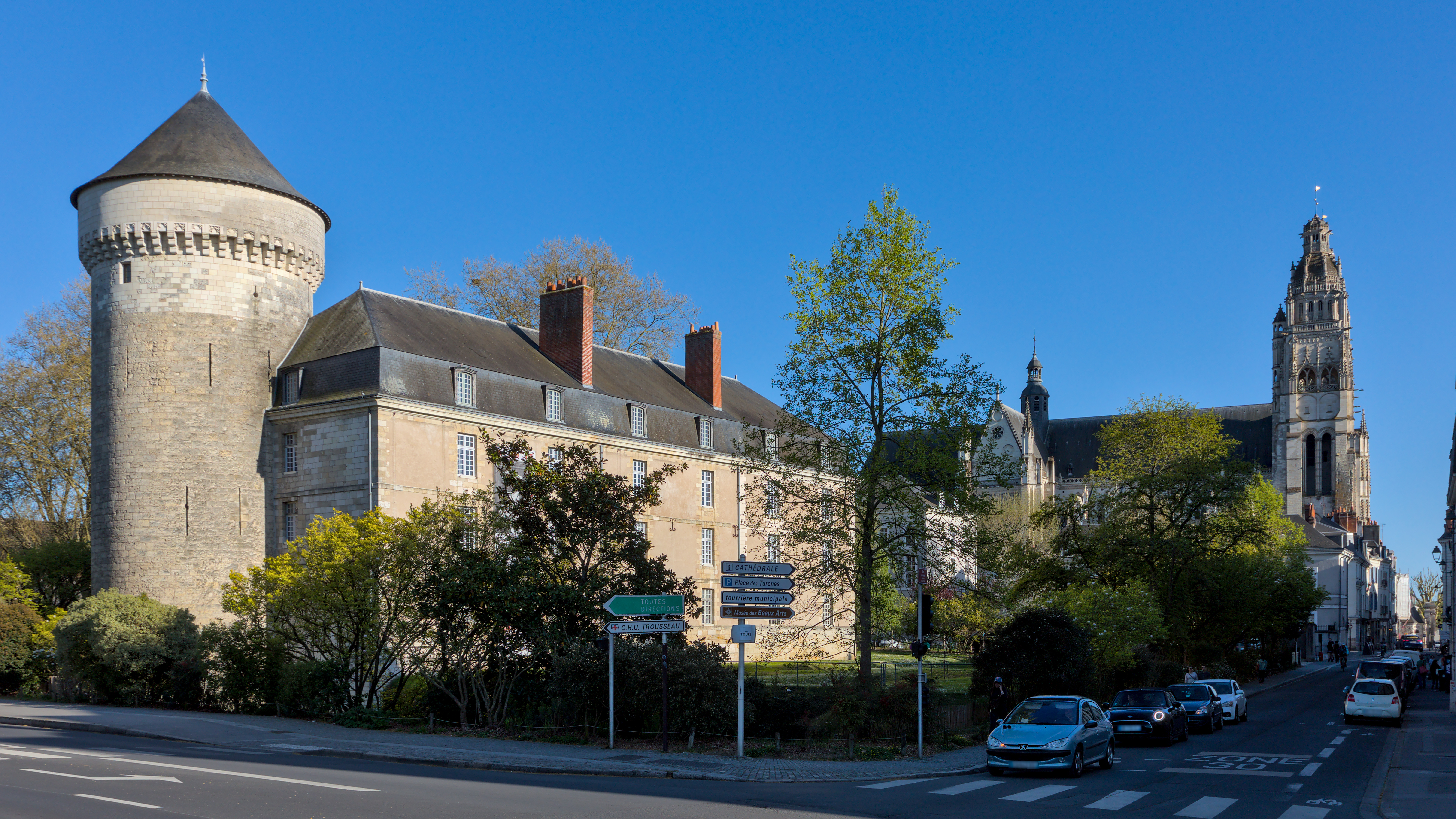
Le pavillon de Mars et la cathédrale Saint-Gatien.

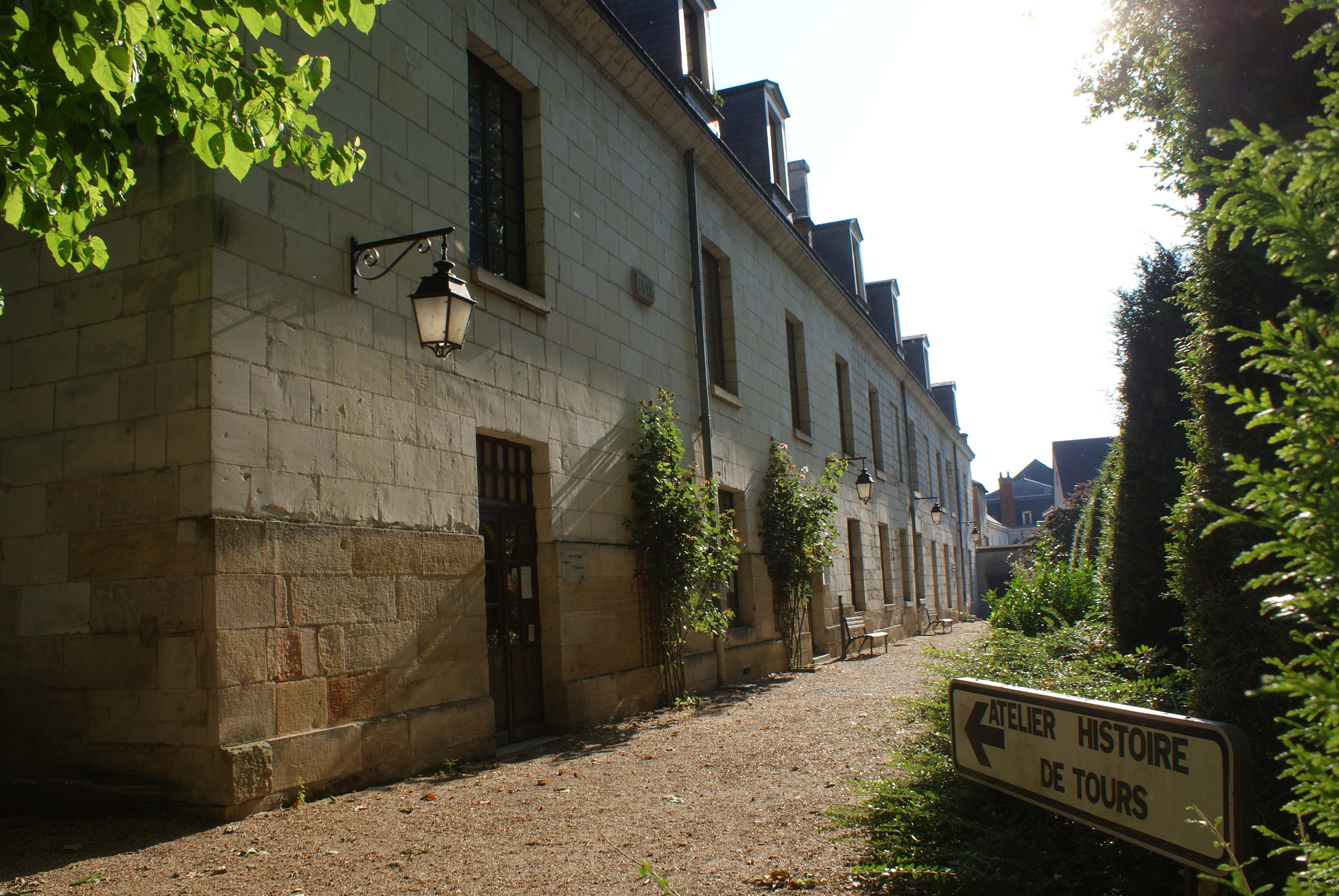
Le logis des Gouverneurs, côté sud, place des Turones (accès Atelier d'histoire et bibliothèques).

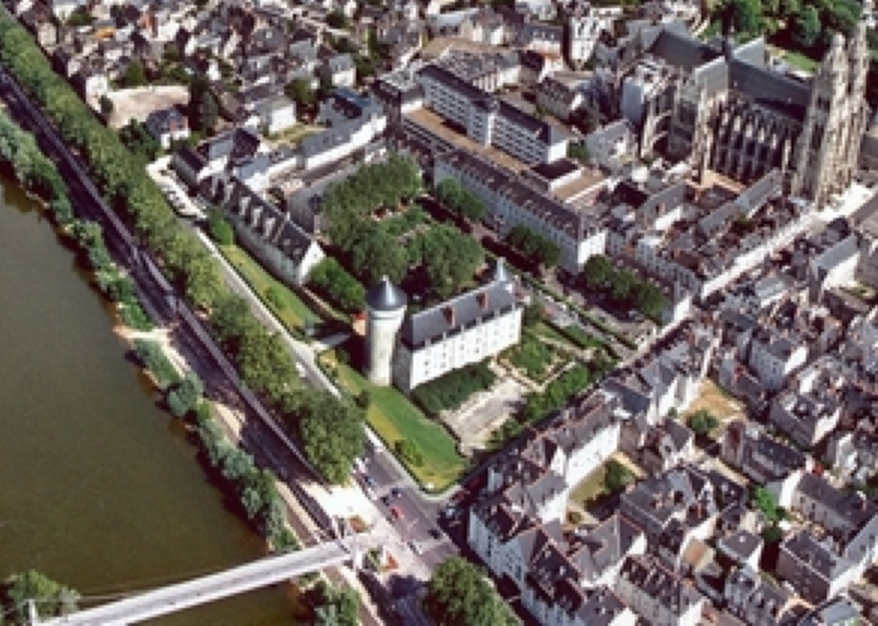
Le site du château de Tours en 2009, avec son Logis des Gouverneurs, en bordure de Loire, le pont de fil à l'emplacement de l'ancien pont et, dans son prolongement opposé, la cathédrale.

#### Le pavillon de Mars
Les façades, la toiture en ardoise à longs pans brisés mansardée, en croupe polygonale brisée, rénovées à l'époque moderne, son sol et ses deux escaliers intérieurs, en bois à balustres au sud, et au nord, bénéficient d'un classement aux monuments historiques en 1973. Ce bâtiment austère du XVIIIe siècle dont le soubassement est en pierres de taille, probablement par remploi de celles du vieux château, et l'élévation en moellons enduits, comporte quatre niveaux habitables. Ils sont aménagés suivant le même schéma : un couloir à l'est et des grandes pièces à l'ouest qui communiquent entre elle par ce couloir. Dès sa construction, on établit une communication avec chacune des deux tours entre lesquelles il est sciemment édifié, empiétant en saillie par l'ouest sur l'une et l'autre. C'est son seul attrait architectural en dehors de témoigner de ce type d'édifice. La communication avec la Tour de Guise correspond strictement à l'entrée principale dont cette dernière disposait côté sud-ouest. Les dimensions du pavillon sont d'environ 37 m de long, 13 m de large et 22 m de haut (au faitage), ce qui donne à l'ensemble de l'édifice (tours comprises) une emprise d'environ 54 m de long sur 19 m de large. Sa façade ouest empiète légèrement sur les vestiges de la tour carrée du château du XIe siècle, notamment l'angle sud-est de celle-ci. Son nom, qui fait référence au dieu romain de la guerre (Mars), évoque sa fonction de casernement militaire.

#### Le logis des Gouverneurs
L'ancien hôtel du roi (supra) bénéficie de la protection minimum, ses façades et la toiture en ardoise en bâtière à longs pans, avec mansardes à gables et pinacles pour la partie médiévale, rénovées à l'époque moderne, étant inscrites aux monuments historiques depuis 1973. Il résulte de deux périodes de construction, la partie initiale du XVe siècle en pierres de taille, amputée à l'est en 1800 (on en trouve encore trace dans la maison de l'autre côté de la rue des Maures) et la partie rajoutée (facile à distinguer au nord) à l'ouest du XIXe siècle (1826) également en pierres de taille, complétée d'un remodelage général de la façade sud, dans un style caserne pour harmoniser l'ensemble avec la cour d'honneur et du percement de fenêtres supplémentaires à l'étage sur les deux façades (sans doute par remploi de pierres d'un édifice religieux ayant brûlé),. Construit face à la Loire, son soubassement est constitué des restes de la fortification du castrum gallo-romain; trois fenêtres à raz le sol y seront percées pour les besoins de la salle de garde du rez-de-chaussée du logis. Les dimensions de ce dernier sont d'environ 50 m de long, 10 m de large et 18 m de haut (au faitage). Il comporte 3 niveaux habitables (combles comprises) qui ne communiquent pas à l'étage entre la partie ancienne et nouvelle. Chacune a son escalier datant tous les deux du XIXe siècle et on y trouve des cheminées monumentales dans la partie ancienne. Le niveau supérieur mansardé laisse apparaître en intérieur une magnifique charpente à ferme trapézoïdale en chêne massif, composée de trente poutres, qui est de facto protégée par l'inscription au Monuments historiques. Les bâtiments qui le reliaient au château de Tours dans sa période caserne ont été détruits. Son nom actuel, perpétué du temps de la caserne, rappelle qu'il servit notamment à loger les gouverneurs militaires de Touraine qui devaient probablement occuper le 1er étage, tandis que le rez-de-chaussée était réservé à la troupe,.

### Un centre culturel et patrimonial urbain
Depuis sa restauration le château est consacré aux activités culturelles et patrimoniales, avec des réussites variables. Il accueille le public mais ne se visite pas en tant que monument proprement dit, d'autant que les découvertes archéologiques ne sont plus visibles (supra).

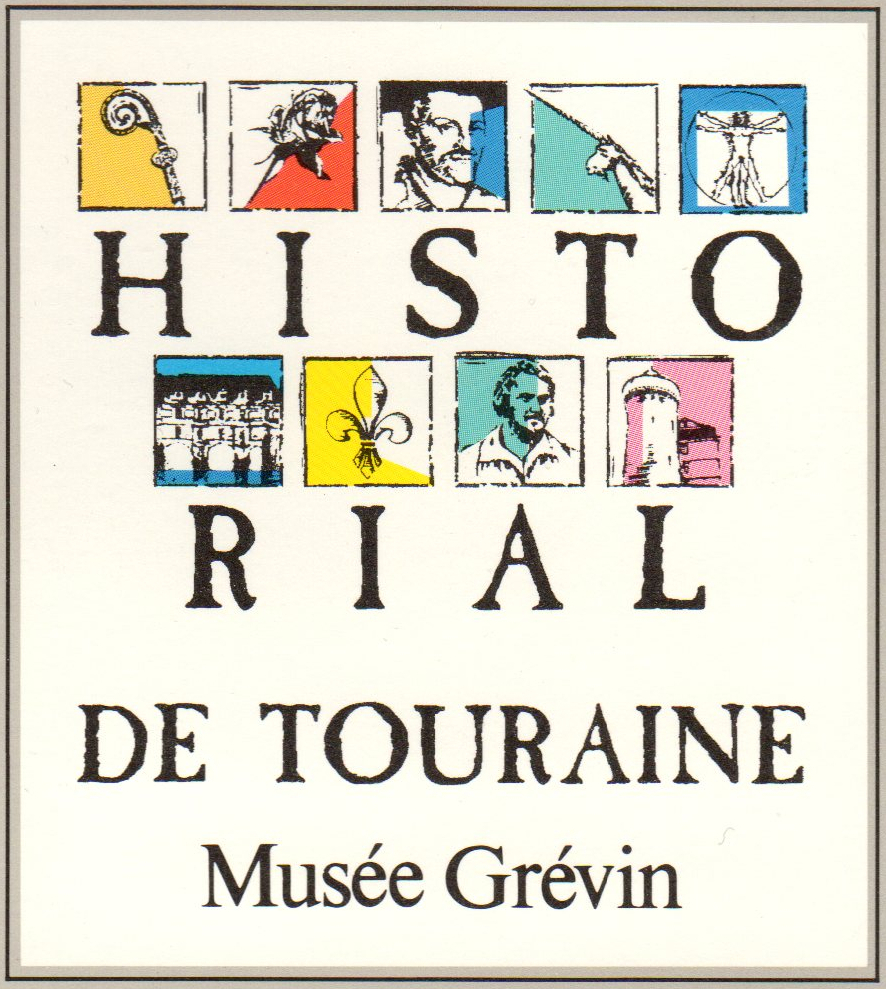
L'Historial n'a pas eu le succès escompté.

Il abrite initialement « l'Historial de Touraine » qui retraçait l'histoire de la ville sur quinze siècles, avec 165 personnages costumés, replacés dans des moments historiques (dont saint Martin, Grégoire de Tours, Vinci, Ronsard lisant ses poèmes, par exemple, Rabelais, Balzac, Alfred de Vigny, Anatole France ou Velpeau, plusieurs rois ayant marqué les lieux, avec la restitution de la mort d'Henri II, Charlemagne en pèlerinage, Louis XI et Charles VIII épousant Anne de Bretagne, etc.) composant 31 scènes (dont 7 odorantes). L'historial est jumelé par la suite au musée Grévin à partir de 1984 jusqu'en 2005,,. Pour tenter de juguler une fréquentation insuffisante, il fera également office d'aquarium (« Aquarium tropical de Touraine ») où l'on pouvait voir environ 1 500 poissons représentant 120 espèces, géré par une association, avant la création en 2000 du grand aquarium de Touraine, 20 km plus loin, à Lussault-sur-Loire par le même investisseur que l'historial. Cependant, le grand projet muséographique initié par l'ancien maire Jean Royer, qui devait réunir autour de l'historial plusieurs organismes, musées et associations locales sur l'histoire de la Touraine, n'a jamais abouti. On en retrouve pourtant encore (un peu) l'idée en 2008 et aujourd'hui le château polarise des activités essentiellement culturelles.
Désormais, deux musées et deux bibliothèques animent le site qui recevrait entre 50 et 70 000 visiteurs par an. L'entrée principale (pédestre) se fait côté Loire, entre le château et le Logis des Gouverneurs, subsidiairement de l'autre côté par le cours l'Armorial qui dispose d'un parking (place des Turones). L'accès à ces musées est libre et gratuit, sous réserve des jours d'ouverture.

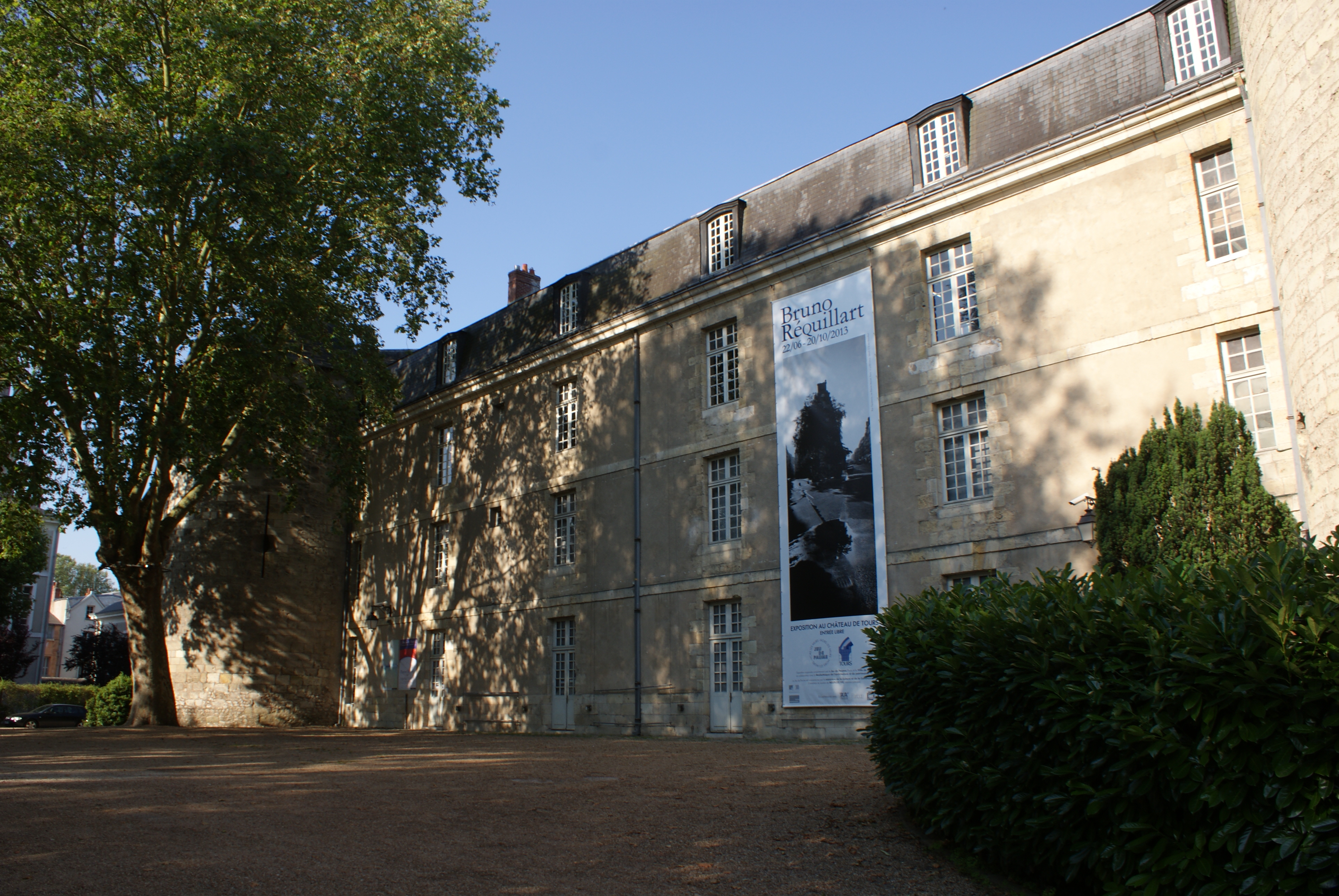
Exposition au château de Tours, entrée côté est (été 2013.

#### Deux musées
- Le musée d'art contemporain du château

Le château abrite les services du patrimoine, des expositions et des relations internationales de la ville de Tours qui y présentent annuellement, depuis 2001 et sur quatre niveaux, entre 10 et 12 expositions, habituellement gratuites. La programmation touche tous les champs de la création : de la peinture à la photographie, de la poterie à la sculpture, de l'archéologie à l'art contemporain. Par exemple dans ce dernier registre : Joan Miró, Daniel Buren, Alexander Calder, etc. Ainsi que le cinéma. Depuis 2010, la Ville de Tours et le centre d'art du Jeu de Paume de Paris se sont rapprochés pour présenter des expositions de photographies à caractère patrimonial, initialement payantes, ce qui ne devrait plus être le cas à la rentrée 2013,; par exemple sur Nadar, Pierre Bourdieu et l'Algérie, Émile Zola et André Kertész ou Jacques Henri Lartigue, etc. (ouverture du mardi au vendredi, 14 h-18 h et weekend, 14 h 15-18 h).
La collaboration avec le Jeu de Paume s'étend aussi à un rôle pédagogique : formation de conférenciers autour des expositions, en association avec la ville de Tours, le CCC (Centre de création contemporaine de Tours) et l’université François-Rabelais ; dispositifs en direction des publics scolaires et enseignants (rencontres enseignants, dossiers enseignants, actions de sensibilisation aux images et aux arts visuels). Un espace éducatif dédié a d'ailleurs été conçu à l'intérieur du château afin de proposer des activités aux enseignants avec leurs classes autour de la visite des expositions. Cet espace est également destiné aux jeunes publics et aux centres de loisirs.
- L'atelier d'histoire de Tours

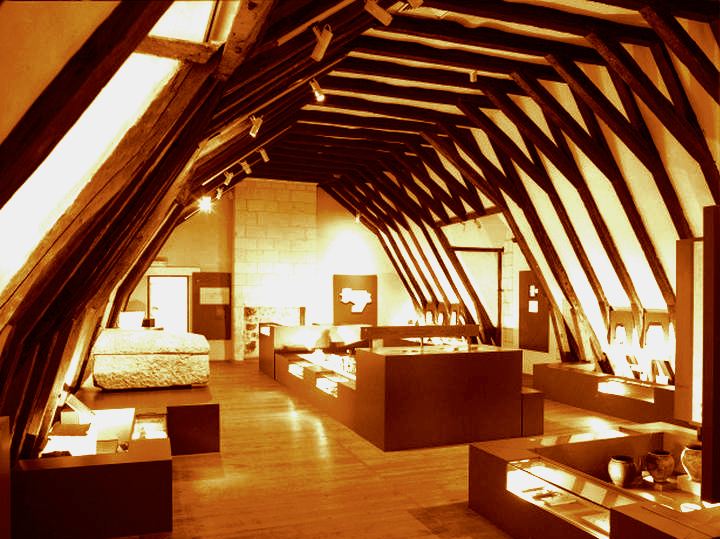
Atelier d'histoire de Tours au Logis des Gouverneurs.

Depuis 1985 au Logis des Gouverneurs, « l'Atelier d'histoire de Tours », créé à l'initiative du LAUT (Laboratoire d'Archéologie Urbaine de Tours) est aujourd'hui intégré au service du Patrimoine de la ville, sous la responsabilité d'un enseignant. Il développe des activités de recherche et de pédagogie. Dans un petit Musée situé au second étage du bâtiment, l'Atelier d'histoire présente de manière permanente au public « L'histoire de la ville des origines à nos jours » au travers des documents archéologiques, historiques, des maquettes concernant l'histoire et l'évolution du paysage urbain de la ville de Tours. Un abondant mobilier archéologique évoque la vie quotidienne dans la cité tourangelle. Des montages audio-visuels soulignent et détaillent certains aspects : par exemple : un CD-Rom « Tours, à propos d'archéologie antique » est à disposition ; un petit auditorium permet aussi de visualiser un film de 20 mm : « Tours, 2000 ans d'histoire »,. L'Atelier produit également des expositions thématiques itinérantes (Les remparts de Tours, Tours à propos de l'archéologie urbaine, etc.). Enfin, son service pédagogique propose des parcours thématiques découvertes dans la ville (quartiers historiques, lecture des monuments, bords de Loire, etc.) aux élèves et des supports à leurs enseignants (ouverture mercredi et samedi après-midi - entrée gratuite).

#### Deux bibliothèques spécialisées

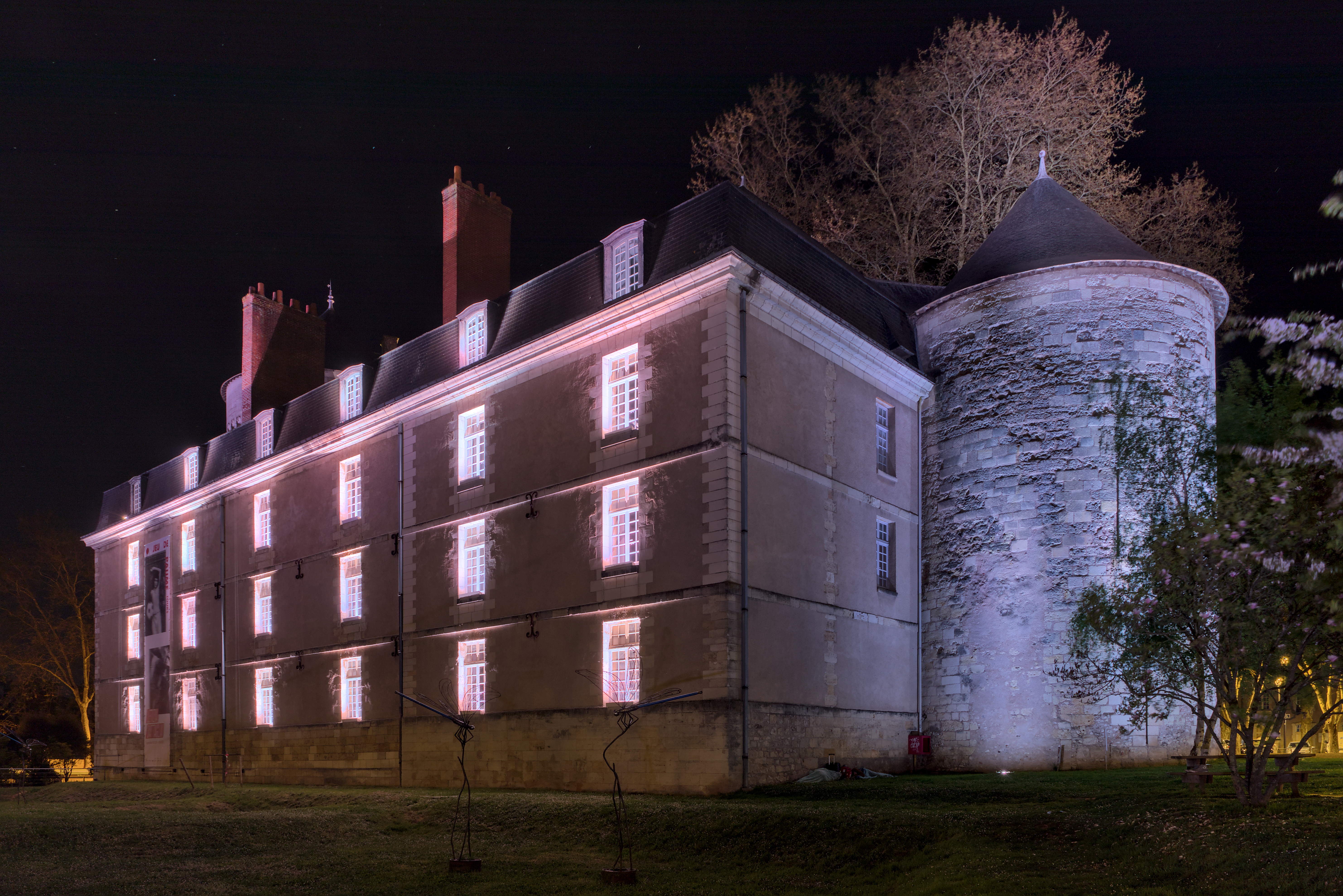
Le château de Tours de nuit

- La bibliothèque d'archéologie urbaine de Tours

Depuis 1984 au Logis des Gouverneurs où il a été créé, le « Centre national d'archéologie urbaine de Tours » (CNAU) a été transféré et intégré en 2010 à l'une des directions du ministère de la Culture qui coiffait jusque-là le centre de manière délocalisée, mais la bibliothèque, issue de sa cellule de documentation et d'information, demeure encore située au Logis de Tours. Sous la responsabilité d'une bibliothécaire, elle offre des publications rares intéressant l'archéologie urbaine et la ville, comprenant environ 11 500 ouvrages, notamment des monographies de ville, périodiques nationaux et régionaux, voire locaux, et des ouvrages généraux intéressant un domaine particulier de l'archéologie, une région, un département ou traitant des villes en général. Toutes les publications ont été dépouillées et les informations extraites alimentent une base de données (Millefeuilles) comptant plus de 30 000 références classées de manière croisée selon un découpage chronologique, l'aire géographique, le champ d'étude, les grandes fonctions urbaines, etc. (consultation seulement - ouverture lundi-mercredi, 9-13 h et jeudi, 9 h-17 h),. Sur place on y trouve également les éditions FERACF, pareillement depuis 1984, qui publient La Revue Archéologique du Centre de la France et des suppléments à celle-ci sous la responsabilité du Laboratoire Archéologie et Territoires (LAT) qui a succédé au LAUT.
- La bibliothèque d'étude de la Société Archéologique de Touraine

Depuis 2012, la « Société archéologique de Touraine » (SAT) entretient au rez-de-chaussée du Logis, sous la responsabilité d'un conservateur-bibliothécaire, une bibliothèque d’étude où sont accessibles la collection complète de ses publications depuis 1842, qui font autorité dans la discipline, et 12 000 ouvrages spécialisés couvrant la préhistoire à l'histoire archéologique et patrimoniale moderne, de Tours jusqu'aux confins de la Touraine. On y trouve aussi un important fonds photographique, cartes et monnaies, etc. ainsi que des ouvrages de méthodologie de la recherche. En 2016 la bibliothèque étend ses archives et ses bureaux au premier étage (ouverture mercredi-samedi, 10-12 h, fermeture juillet-août).
Le château bénéficie la nuit d'un éclairage mettant le site en valeur dans la perspective de la cathédrale, elle aussi remarquablement illuminée. Cette mise en valeur urbaine, ainsi que l'accent mis sur la vocation culturelle et patrimoniale du site, font un peu oublier qu'il reste peu de chose du château qui témoignait jadis que Tours était l'une des principales places fortes du royaume de France. Néanmoins, cela participe au fait que la ville de Tours est labellisée « Ville d’Art et d’Histoire » depuis 1988.